# Salvator Rosa
Pour les articles homonymes, voir Rosa.

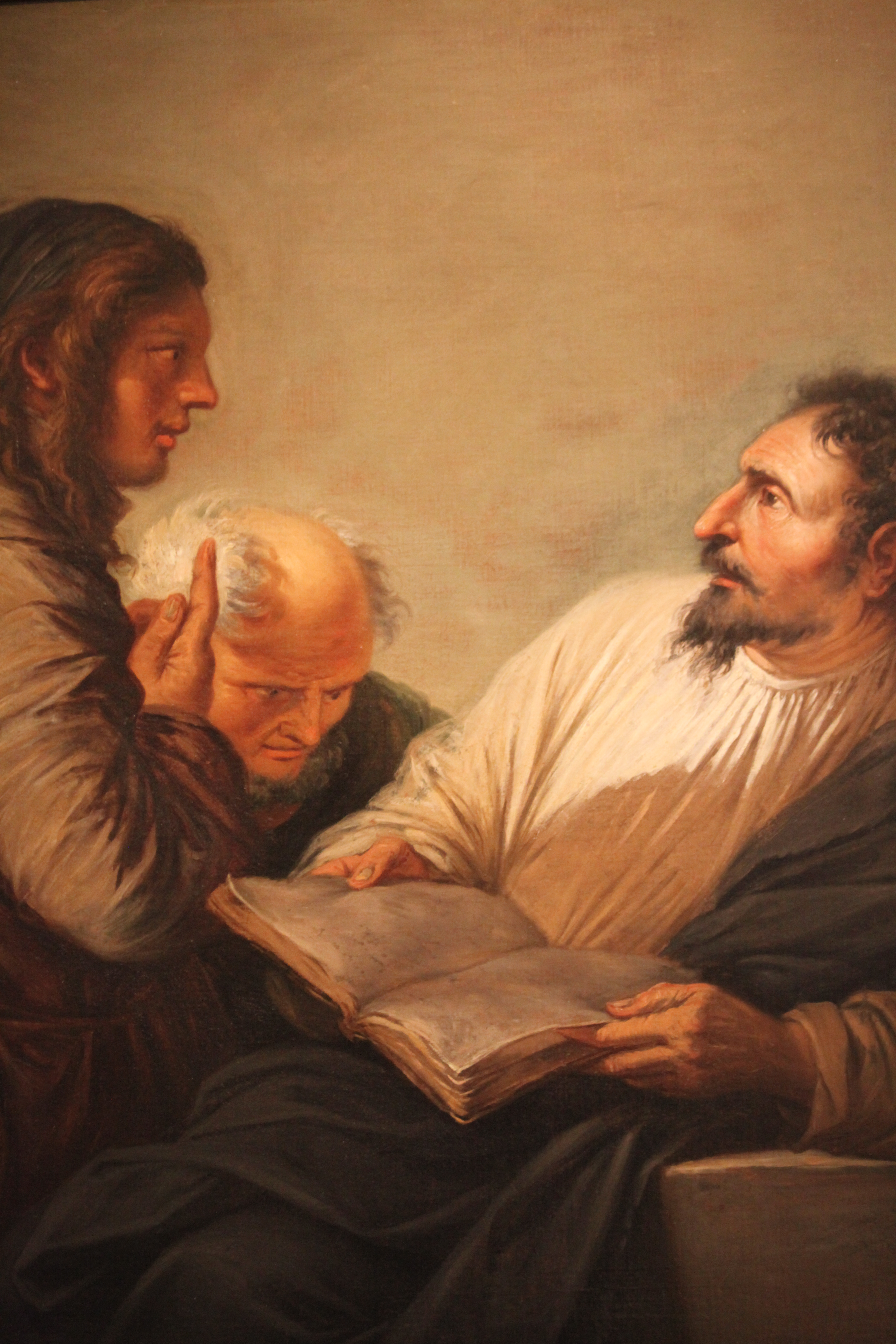
Discussion entre philosophes
de l'Académie de Platon
Palais ducal, Urbino

Salvator Rosa est un poète satirique, acteur, musicien, graveur et peintre italien né le 22 juillet 1615 à l'Arenella, un quartier de Naples, et mort le 15 mars 1673 à Rome.
La devise de Salvator « aut tace aut loquere meliora silentio » (« Soit se taire, soit dire des choses meilleures que le silence ») figure sur son autoportrait de la National Gallery de Londres.

## Biographie

### Enfance et apprentissage
Il naît à l'Arenella, dans la banlieue de Naples, le 20 ou le 21 juillet 1615. Son père, Vito Antonio de Rosa, est arpenteur. Comme il souhaitait que son fils devînt avocat ou prêtre, il le fait entrer au couvent des pères somasques. Cependant, Salvator préfére les arts et en secret travaillait avec son oncle maternel, Paolo Greco, pour apprendre la peinture et il va chez son propre beau-frère, Francesco Francanzano, élève de Ribera puis chez Aniello Falcone, en même temps que chez Domenico Gargiulo, ou chez Ribera lui-même. Selon certaines sources, il aurait passé son temps dans une vie errante avec des bandits. À l'âge de dix-sept ans, il perd son père et, comme sa mère était sans ressources avec au moins cinq enfants, il se retrouve sans soutien financier.
Il continue son apprentissage avec Falcone, en l'aidant à réaliser ses scènes de bataille. Dans cet atelier, on dit que Lanfranco remarqua son travail et lui conseilla d'aller à Rome, où il resta de 1634 à 1636.
Revenu à Naples, il se met à peindre des paysages étranges, envahis par la végétation, des rivages déchiquetés, des montagnes et des grottes. Rosa fut parmi les premiers à peindre des paysages « romantiques », avec une prédilection pour les scènes pittoresques et souvent agitées, ainsi que les scènes crues où l'on voyait des bergers, des brigands, des marins et des soldats. Ces premiers paysages se vendent à bas prix par l'intermédiaire de petits marchands. Cette sorte de peinture lui convenait particulièrement.

### À Rome de 1638 à 1646
Il revient à Rome en 1638-1639 où il est hébergé par le cardinal Francesco Maria Brancaccio, évêque de Viterbe. C'est pour l'église Santa Maria della Morte de Viterbe qu'il peignit son premier et l'un de ses rares retables représentant l'Incrédulité de saint Thomas.
Rosa a  beaucoup de facilité pour la peinture : ainsi la Bataille héroïque de 1664 est peinte en huit jours. À Rome, il se lie d'amitié avec Pietro Testa et Claude Gellée dit Le Lorrain. Il s'intéresse à toute une série d'arts : la musique, la poésie, l'écriture, la gravure à l'eau-forte et la comédie. Il a  un cercle d'amis choisis, comme le poète et philosophe Giovanni Battista Ricciardi, avec lesquels il aborde des thèmes philosophiques et littéraires. Pendant un carnaval à Rome, il écrit une pièce de théâtre et la joue sous le masque de Coviello ; son personnage se moque de Rome et distribue des ordonnances médicales burlesques contre les maladies du corps et plus particulièrement celles de l'esprit. Sous ce costume, il se moque lourdement des grosses comédies interprétées dans le Trastevere sous la direction de Bernini... Curieusement Salvator Rosa et Jean-Baptiste Poquelin, dit Molière (1622-1673), sont contemporains.
Ses pièces de théâtre eurent du succès, mais elles lui valurent des ennemis puissants à Rome parmi les mécènes et les artistes, y compris Bernini lui-même. À la fin de 1639, il doit se réfugier à Florence où l'a  invité le cardinal Gian-Carlo de Médicis. Il y reste huit ans. Une fois sur place, Rosa réunit une sorte d'atelier et de salon de poètes, de dramaturges et de peintres – ce qu'on a appelé l'Accademia dei Percossi (« l'Académie des Frappés »). Dans le milieu artistique rigide de Florence, il présente ses toiles montrant des paysages sauvages. Malgré son influence, il attire peu de vrais élèves. Un autre peintre et poète, Lorenzo Lippi, partage avec Rosa l'hospitalité du cardinal et fréquente le même cercle d'amis. Lippi l'encourage à continuer le poème Il Malmantile racquistato. Il est en bons termes également avec Ugo et Giulio Maffei et loge  avec eux à Volterra, où il écrit quatre satires, Musique, Poésie, Peinture et Guerre. Vers la même époque, il fait son autoportrait, à présent à la National Gallery de Londres.

### Retour à Naples en 1646

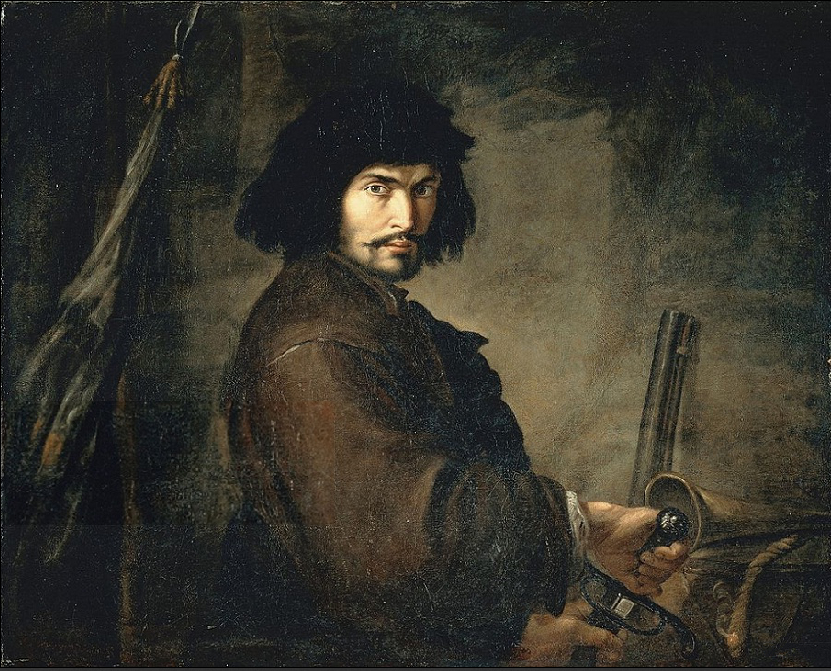
Autoportrait en guerrier, 1640-1649
Monte dei Paschi di Siena la banque Sienne.

En 1646, il revient à Naples et il semble qu'il ait sympathisé avec l'insurrection de Masaniello, comme le suggère un passage dans l'une de ses satires. Il est douteux cependant qu'il ait participé réellement à la révolte. On a raconté que Rosa, avec d'autres peintres (Coppola, Paolo Porpora, Domenico Gargiulo, Dal Po, Marzio Masturzo, les deux Vaccari et Cadogna), tous sous les ordres d'Aniello Falcone qui est leur capitaine, ont formé la Compagnia della Morte, qui se proposait de faire la chasse aux Espagnols dans les rues, sans même épargner ceux qui chercheraient asile dans un lieu sacré. Il  peint un portrait de Masaniello - probablement d'après ses souvenirs plutôt que sur le personnage vivant. À l'approche de don Juan d'Autriche, cette Compagnia sanguinaire se dispersa.
D'autres racontent qu'à ce moment il s'enfuit pour se joindre à des brigands des Abruzzes. Bien qu'il soit difficile de faire entrer cet épisode dans les dates de sa carrière que nous connaissons, en 1846 un ballet romantique tiré de cette histoire et intitulé Catarina fut présenté à Londres par le chorégraphe Jules Perrot et le compositeur Cesare Pugni.

### Installation définitive à Rome en 1649

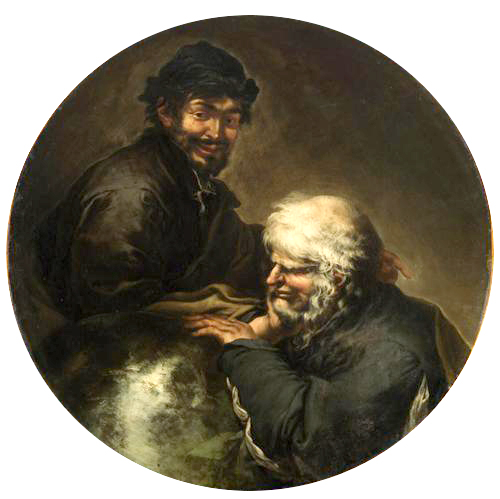
Héraclite et Démocrite, 1645-1649
Musée d'histoire de l'art de Vienne.

Finalement, après un voyage à Venise avec Ricciardi, il revient à Rome en 1649 et y reste. Il y peint quelques sujets importants, et fait preuve d'une disposition d'esprit peu commune qui le fait passer du paysage à l'histoire avec Démocrite au milieu des tombes, La Mort de Socrate, La Mort de Regulus (tous  deux à présent en Angleterre), La Justice quittant la Terre et La Roue de la Fortune. Cette dernière œuvre, satirique, soulève une tempête de controverses. Rosa, pour arranger les choses, publie une description de sa signification (où il atténue passablement les faits réels), ce qui ne l'empêche pas de se trouver à deux doigts d'une arrestation. C'est vers cette époque que Rosa écrit sa satire appelée Babylone, sous laquelle il faut lire évidemment le nom de Rome.
Tout autour de lui gronde une hostilité sourde. On prétend que les satires qu'il a publiées ne  sont pas de lui, mais qu'il les a  volées à d'autres. Rosa repousse ces accusations avec indignation, bien qu'à la vérité les satires traitaient de façon si fouillée de personnes, d'allusions et d'anecdotes classiques, qu'on a bien du mal à voir à quel moment de sa carrière si remplie Rosa aurait pu avoir meublé son esprit avec une telle multitude de détails assez érudits. On a le droit peut-être de supposer que les amis littérateurs à Florence et Volterra lui ont donné des conseils sur la matière de ses satires, comme sur leur composition, il n'en reste pas moins qu'elles sont absolument et entièrement de lui. Pour confondre ses détracteurs, il écrit alors la dernière de la série, intitulée Envie.

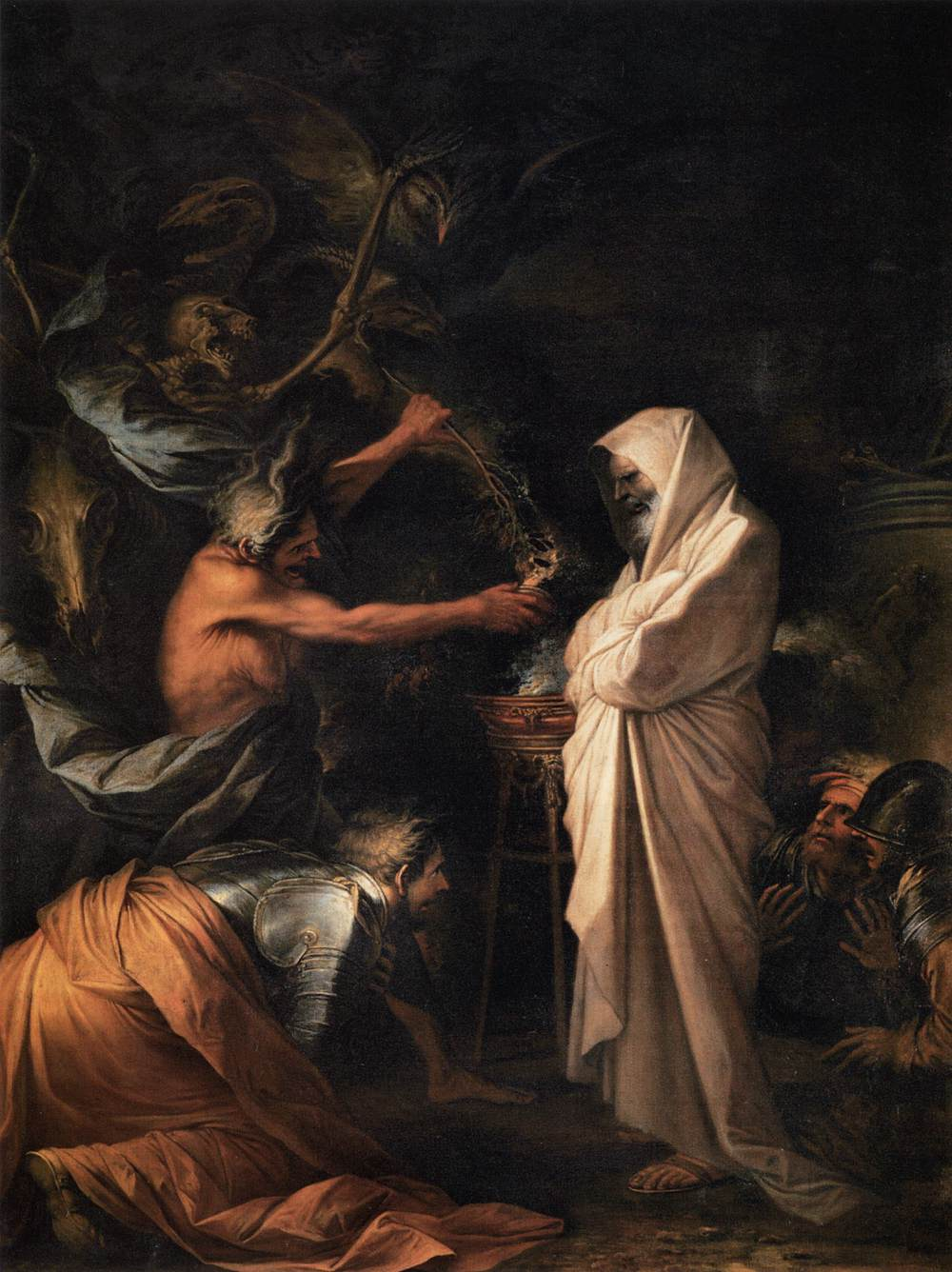
L'Ombre de Samuel apparaissant
à Saül chez la pythonisse d'Endor
1668, musée du Louvre.

Parmi les peintures de ses dernières années, on trouve l'admirable Bataille avec les navires brûlant au large dans un carnage qui n'en finit pas, ainsi que Saül et la Sorcière d'Endor, peint en quarante jours et peut-être sa dernière œuvre (maintenant au musée du Louvre), Pythagore et les Pêcheurs et Le Serment de Catilina (au Palais Pitti). Dans sa peinture de paysage, il décrit une nature inquiétante et sinistre, très éloignée du paysage idéal de Poussin et Lorrain qu'il avait pratiqué au début de sa carrière.
Alors qu'il travaille à une série de portraits satiriques, dont le dernier devait être le sien, Rosa est frappé d'hydropisie. Il meurt six mois plus tard. Dans ses derniers moments, il se marie avec une Florentine du nom de Lucrèce, qui lui a donné deux fils, dont l'un devait lui survivre, et il meurt plein de repentir. Il est enterré dans l'église des Anges, où l'on a placé un portrait de lui. Après les difficultés de sa première jeunesse, Salvator Rosa avait réussi à se constituer une coquette fortune.
C'était un graveur de mérite, avec une série représentant des petits soldats, qui lui valut beaucoup de popularité et d'influence, et d'un certain nombre de sujets plus grands et très ambitieux.

## Héritage artistique
Indiscutablement Rosa a été un maître dans cette tendance qui a conduit au romantisme et au pittoresque. On discute toujours pour savoir quelle influence a eue son travail dans les décennies ou les siècles suivants. Wittkower déclare à juste titre que c'est dans ses paysages, pas dans ses grands drames historiques ou religieux, que Rosa exprime vraiment l'étincelle originale qui était innée en lui. Il peut les avoir écartés comme de simples bagatelles comparés à ses autres thèmes, mais ces toiles d'un académisme conventionnel ont souvent retenu son côté rebelle. En général, dans les paysages il a évité les campagnes calmes, idylliques et pastorales d'un Claude Gellée dit Le Lorrain et d'un Paul Brill, et il a créé des fantaisies inquiétantes et mélancoliques, noyées dans les ruines, peuplées de brigands. Le contraste entre les artistes de son temps se lit bien dans ces vers écrits en 1748 par James Thomson :
« Whate'er Lorraine light touched with softening hue
Or savage Rosa dashed, or learned Poussin drew. »
Dans un temps où les artistes devaient humblement se soumettre à leurs employeurs, Rosa avait une fière indépendance, qui proclamait le rôle spécial de l'artiste. « Notre richesse doit consister en choses de l'esprit et dans un contentement de nous-mêmes que nous buvons à petites gorgées, pendant que d'autres se repaissent dans la prospérité. » Il refusait de peindre sur commande ou de s'entendre à l'avance sur un prix. Il choisissait lui-même ses sujets. Il déclarait peindre « pour me sentir pris dans des transports d'enthousiasme et je n'utilise mes pinceaux que lorsque je me sens moi-même emporté ». Cet esprit de tempête est devenu l'enfant chéri des romantiques britanniques.

## Satires

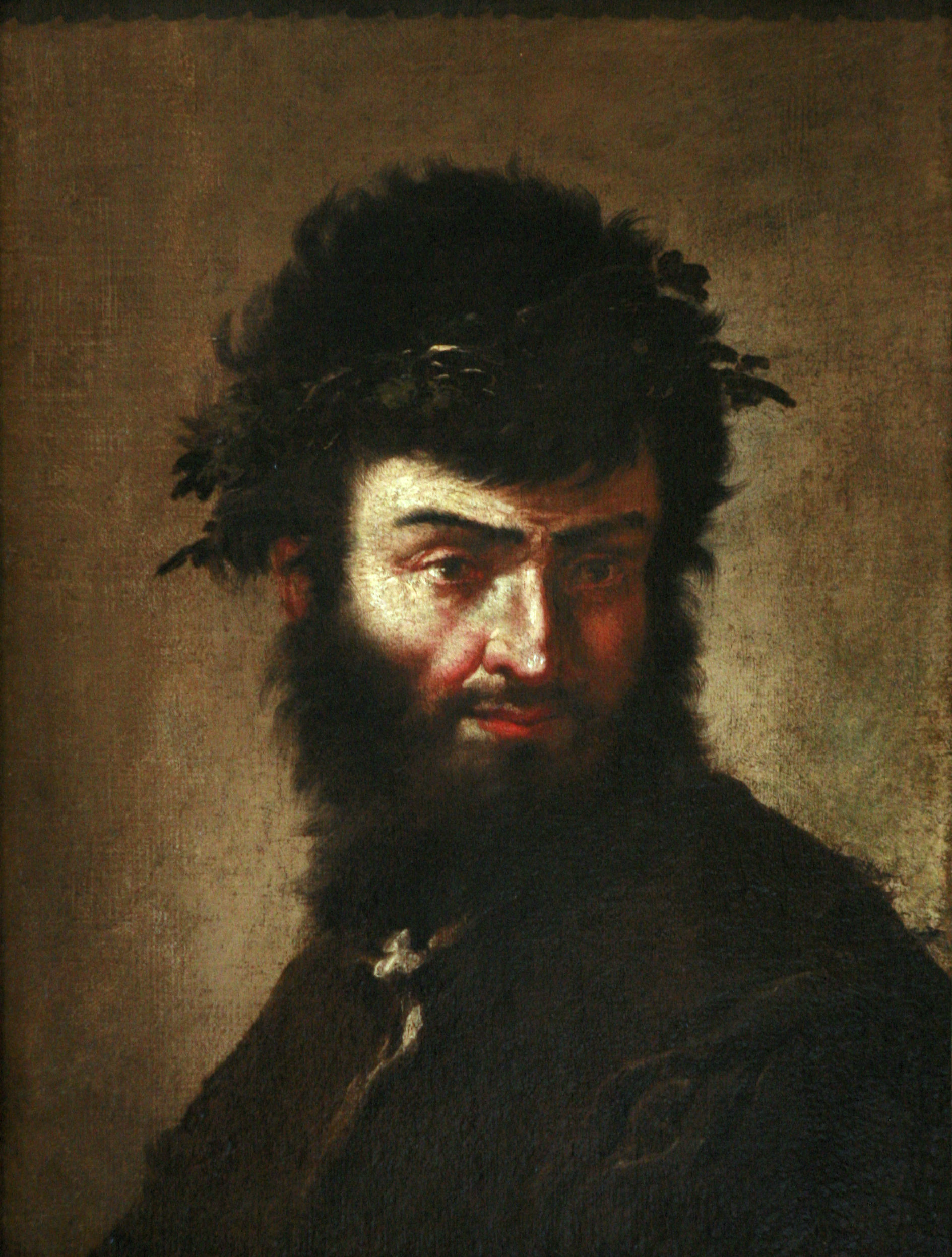
Autoportrait, vers 1645
musée des beaux-arts de Strasbourg.

Les satires de Salvator Rosa méritent plus d'attention qu'elles n'en ont reçu généralement, même si, à la fin du XIXe siècle, deux livres les ont prises en compte – dus à Cesareo en 1892 et à Cartelli en 1899. Les satires, malgré leur retentissement considérable à l'étranger pendant la vie de leur auteur, n'ont pas été publiées avant 1719. Elles sont toutes écrites en terza rima, sans beaucoup de correction littéraire, mais remarquablement spirituelles, acérées et même brillantes. Ce sont des dénonciations cinglantes et, de ce point de vue, elles sont traitées de façon trop monotone. Rosa apparaît ici comme un censeur fort sévère de tous les rangs et de toutes les conditions, n'épargnant pas les plus élevés. Il est un défenseur des pauvres et des opprimés, un champion de la vertu morale et de la foi catholique. Il semble étrange qu'un homme qui a pris une part si libre aux plaisirs et aux divertissements de la vie puisse se montrer si impitoyable envers ceux qui les lui procuraient.
La satire sur la Musique étale l'insolence et la débauche des musiciens et la honte des cours et des églises qui les encouragent. Celle sur la Poésie insiste sur la pédanterie, le plagiat, l'adulation, l'affectation et l'impudeur des poètes – et aussi sur leur pauvreté et la négligence avec laquelle on les traitait. On y trouve une sortie très vigoureuse contre l'oppression des dirigeants et des aristocrates. La gloire du Tasse est assurée ; Dante est présenté comme dépassé et l'Arioste comme un corrupteur.
Celle contre la Peinture fulmine contre l'imagerie qui traite des sujets sur le ton du misérabilisme, comme les mendiants (bien que Rosa doive sûrement avoir été responsable en partie de ce dévoiement de l'art), et contre l'ignorance et l'obscénité des peintres et leurs astuces commerciales. C'est pour lui une faute contre le bon goût de peindre les saints et les saintes vautrés et à moitié nus. La satire contre la Guerre (qui contient un panégyrique de Masaniello) se moque de la folie des soldats mercenaires, qui se battent et qui meurent pendant que les rois restent chez eux. Il y fustige la conduite abominable des rois et des seigneurs, leur hérésie et leur incrédulité.
Dans Babylon ofrece, Rosa se représente comme un pêcheur, Tirreno, constamment malchanceux dans ses prises sur l'Euphrate, il converse avec un indigène du pays, Ergasto. Babylone (Rome) est traitée très sévèrement et Naples ne vaut pas mieux.
L'envie (la dernière des satires, généralement considérée comme la meilleure, même si on voit mal pourquoi) représente Rosa en train de rêver que, comme il est sur le point d'inscrire en toute modestie son nom au seuil du temple de la gloire, la déesse ou le diable de l'Envie lui barre le passage. Il s'ensuit un long échange d'invectives réciproques. Ici nous avons le portrait, fortement appuyé, du principal détracteur romain de Salvator (nous ne savons pas s'il a jamais été identifié), et le peintre proteste qu'il ne condescendrait jamais à faire n'importe quel travail licencieux, correspondant aux indécences qui sont alors en vogue dans la peinture.

## Œuvres
Salvator Rosa a inventé la peinture romantique-impressionniste[réf. nécessaire] dans l'histoire de l'art : « Ses paysages sauvages et plus de 2 000 marines sont si impressionnants qu'ils ont submergé l'esprit des artistes du XIXe siècle, principalement en Grande-Bretagne. »
Salvator Rosa ouvre aussi dans son œuvre la page du fantastique, et de l'obscur, par son tableau L'Umana Fragilità.

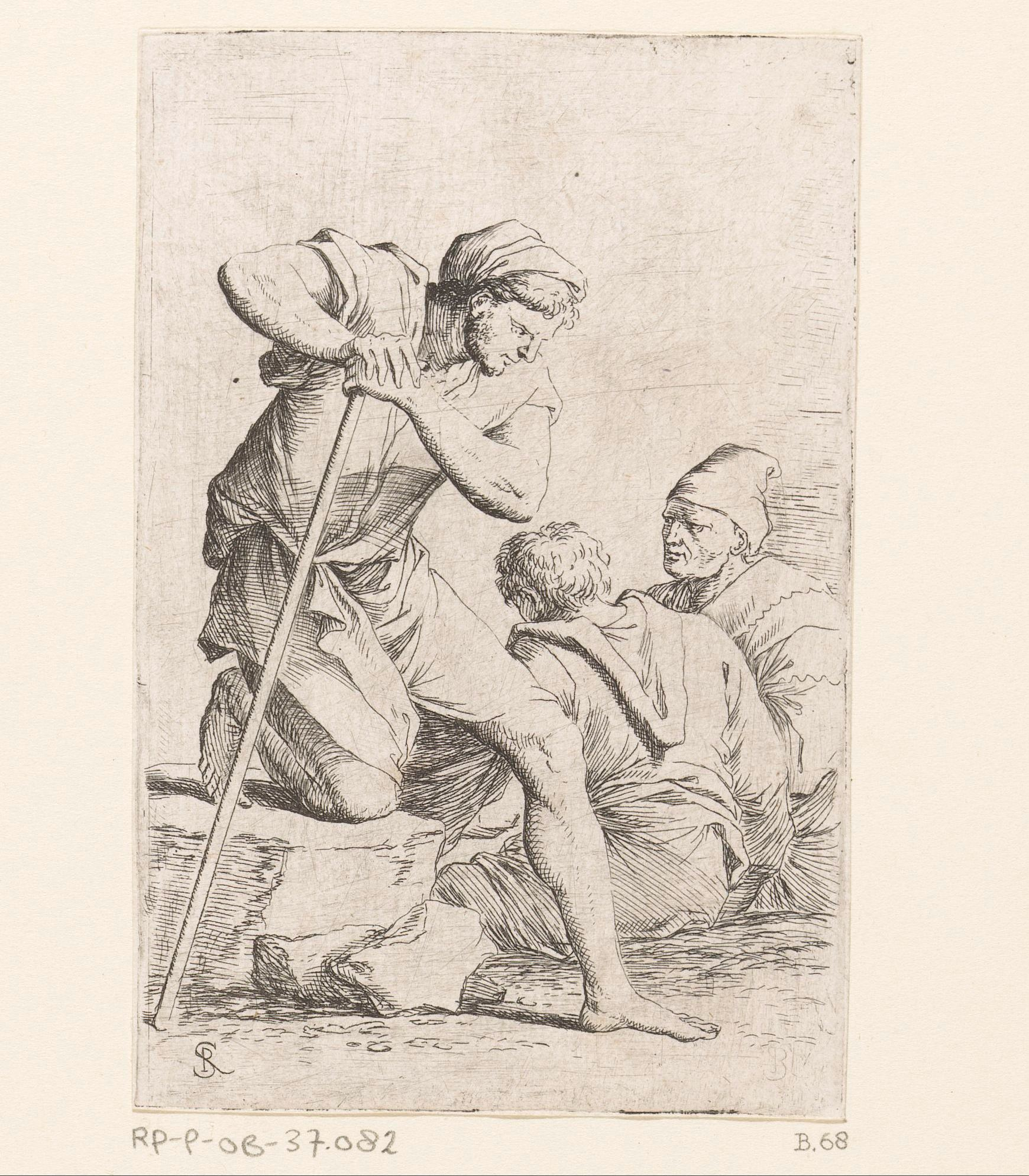
Trois hommes, une gravure de la série Diverse Figure. Rijksmuseum Amsterdam.

Il a très souvent mis dans son œuvre des traits d'esprit humoristiques et satiriques, et qui ensemble font probablement de lui aussi le premier « caricaturiste de l'histoire ». L'exemple de ce qu'il a courageusement vécu avec son tableau Allégorie de la Fortune du Getty Center, et une remarquable synthèse de son caractère satirique courageux et de son coup de pinceau génial.
Salvator Rosa peut être considéré comme un des plus grands graveurs italiens du XVIIe siècle. Ses gravures resteront célébrées au cours du XVIIIe et du XIXe siècles. Au niveau technique, il a été influencé par ses contemporains comme Giovanni Benedetto Castiglione et Giuseppe de Ribera. Imprimée vers la moitié du siècle (1656/1658), sa série d'estampes Diverse Figure (connues aussi comme Capricci ou Figurine) avait eu un énorme succès parmi ses contemporains, ce qui explique les nombreuses reproductions du XVIIe siècle. Les personnages de cette récolte ont été une référence pour beaucoup de jeunes artistes pendant des siècles. Le Gabinetto Nazionale delle Stampe di Roma conserve plusieurs éditions de cette série, mais la plus complète est surement celle conservée au British Museum de Londres.
À Rome, 1638-1646
- Sabbat de sorcières (1635-1654), huile sur toile, 73 × 87 cm, musée des beaux-arts de Houston
- Grotte et cascade (1639-1640), huile sur toile, 65 × 49 cm, galerie Palatine, palais Pitti[10]
- Paysage avec hommes en arme (v. 1640), huile sur toile, ovale 76 × 99 cm, musée d'art du comté de Los Angeles[11]
- Marine dite des tours (v. 1640), huile sur toile, 102 × 127 cm, galerie Palatine, palais Pitti[12]
- Scène de bataille entre chrétiens et turcs (v.1640), huile sur toile, 234 × 350 cm, galerie Palatine, palais Pitti[12]
- Le Pont (1640), huile sur toile, 106 × 127 cm, galerie Palatine, palais Pitti[12]
- Portrait d’homme (1640), huile sur toile, 78 × 65 cm, musée de l'Ermitage, Saint-Pétersbourg
- Lucrèce, la Poésie (1640-1641), huile sur toile, 104 × 91 cm, Wadsworth Atheneum (Connecticut)
- Paysage le soir (1640-1643), huile sur toile, 99 × 151 cm, collection particulière
- Port avec ruines (1640-1643), huile sur toile, 87 × 111 cm, musée des beaux-arts de Budapest
- Vue du golfe de Salerne (1640-1645), huile sur toile, 170 × 260 cm, musée du Prado, Madrid
- Astrée fait ses adieux aux bergers (1640-1645), huile sur panneau, musée d'histoire de l'art de Vienne[13]
- Paysage avec fleuve, huile sur toile, 47 x 72 cm, dépôt du musée du Louvre, Gray (Haute-Saône), musée Baron-Martin
- Soldat et personnages sur un rocher (pastiche de), huile sur toile, 42 x 32 cm, legs d'Albert Pomme de Mirimonde à la RMN, affecté au musée de Gray, Gray (Haute-Saône), musée Baron-Martin

Paysages, 1639-1645
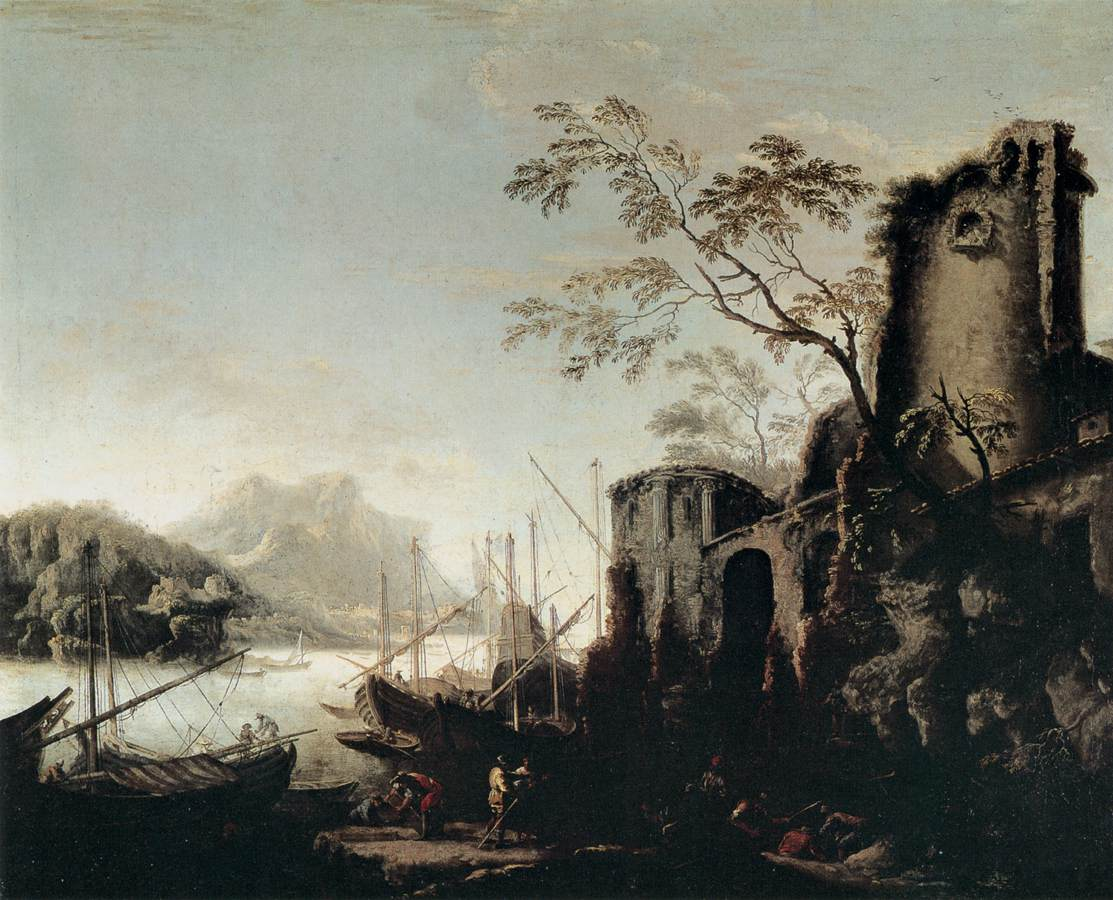
Marine avec tours, v. 1640 Palais Pitti, Florence
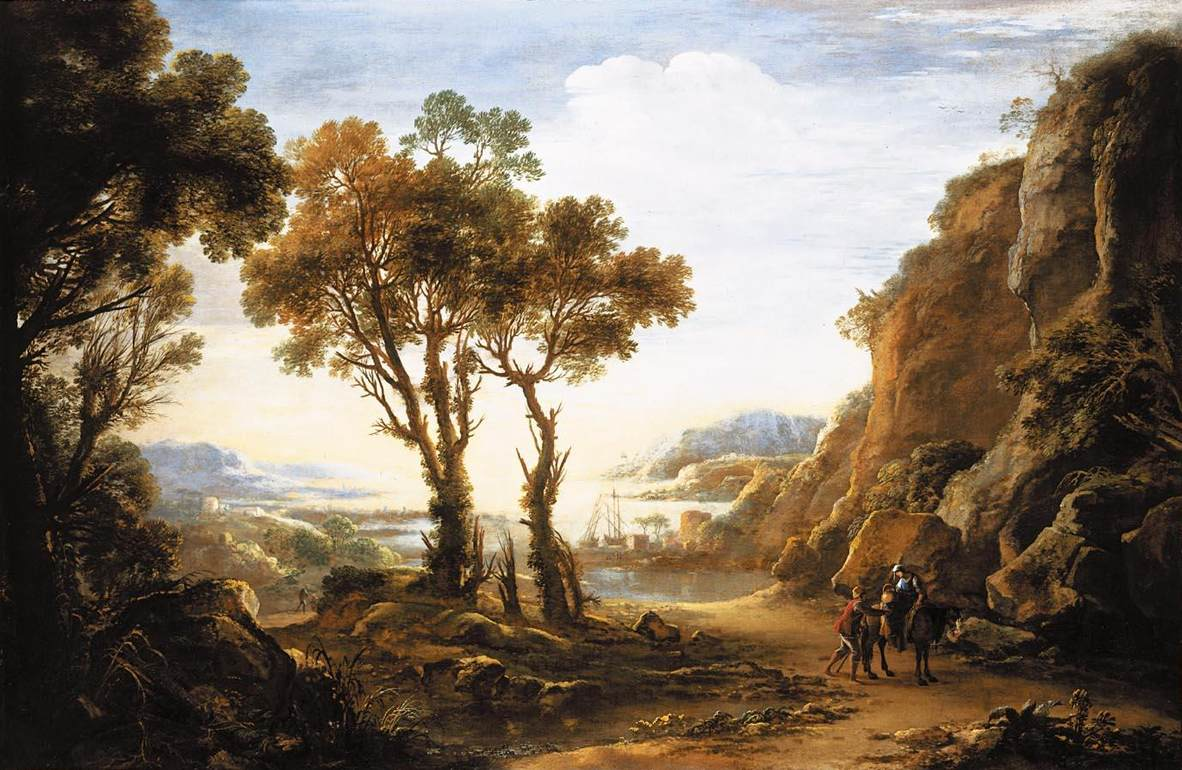
Paysage le soir, 1640-1643 Collection particulière
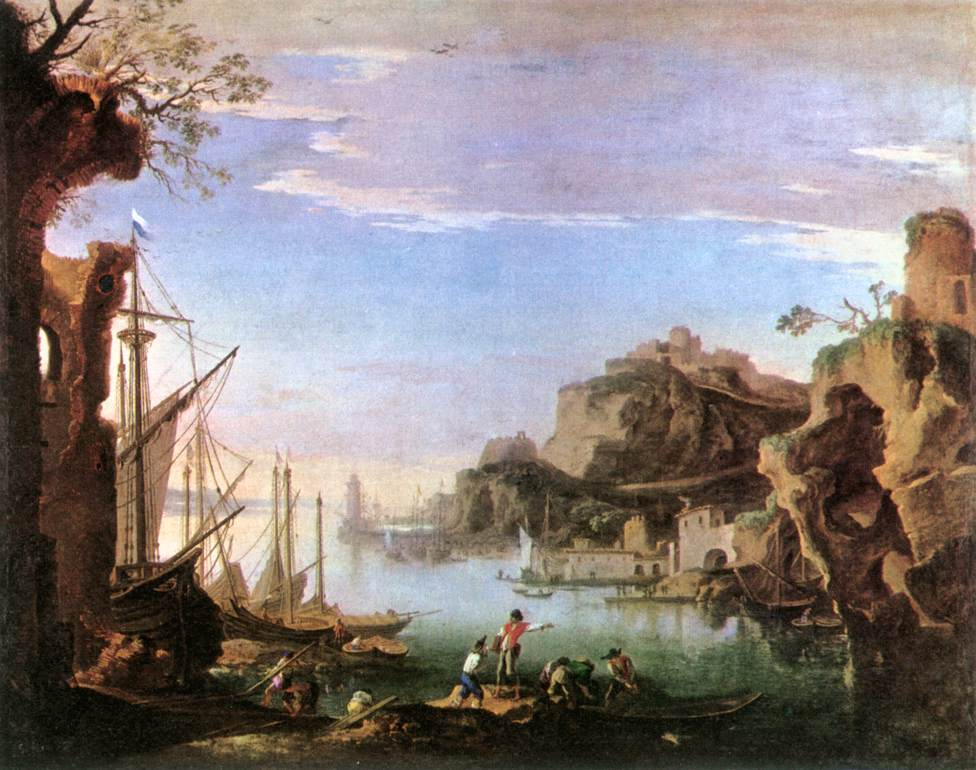
Port avec ruines, 1640-1643 Budapest
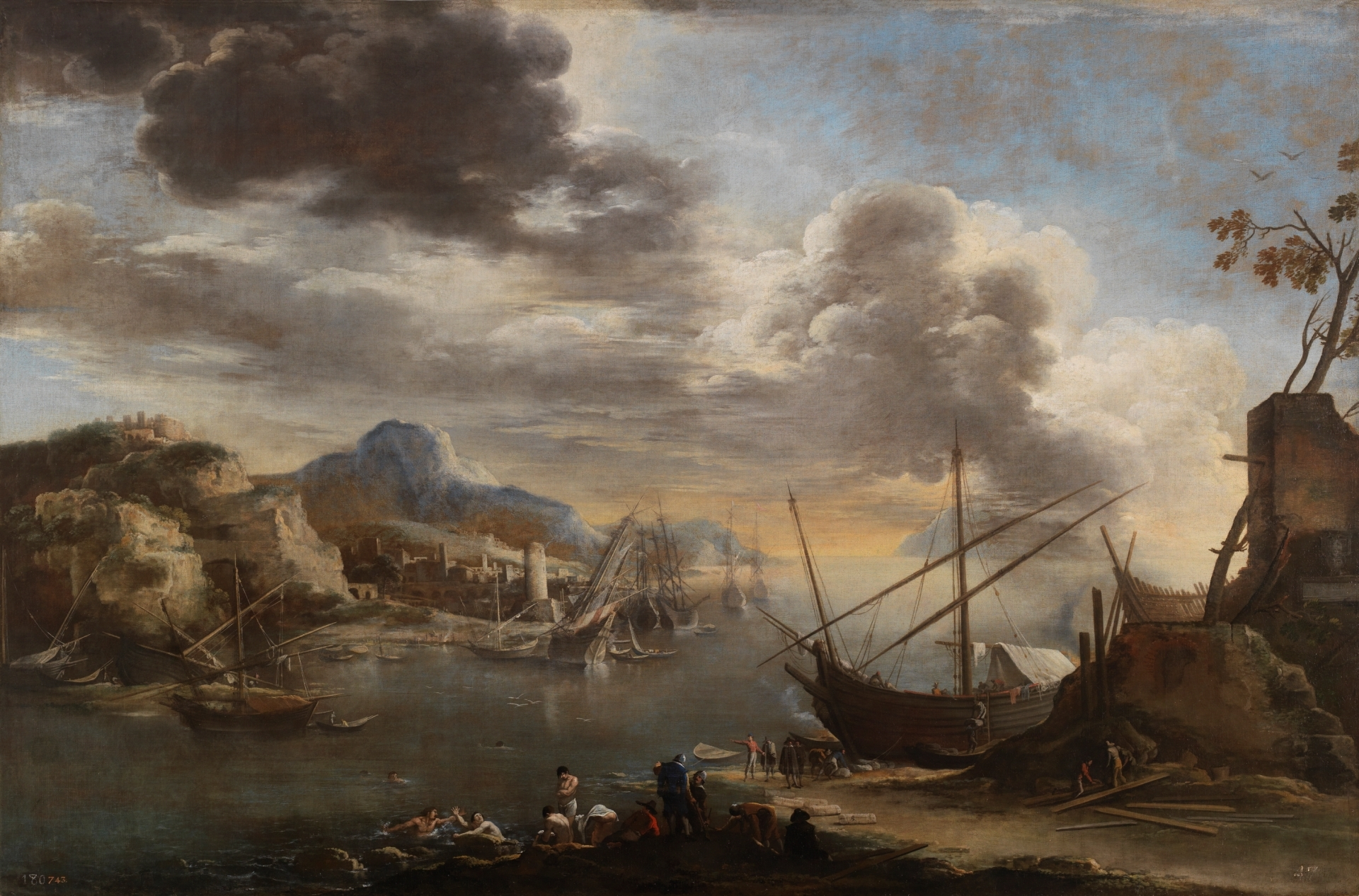
Golfe de Salerne, 1640-1645 Prado
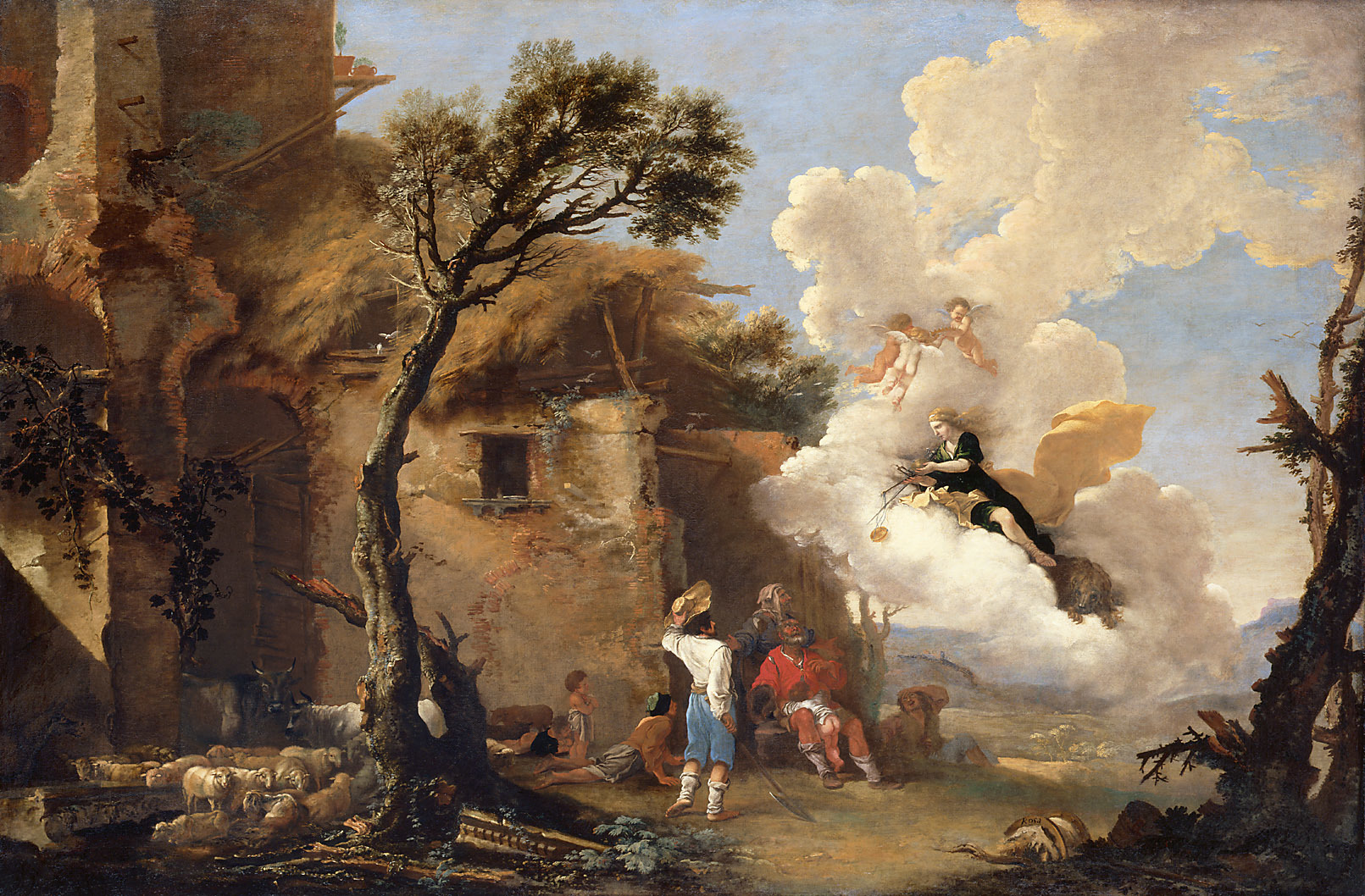
Astrée enlevé par les anges, 1640-1645 Vienne
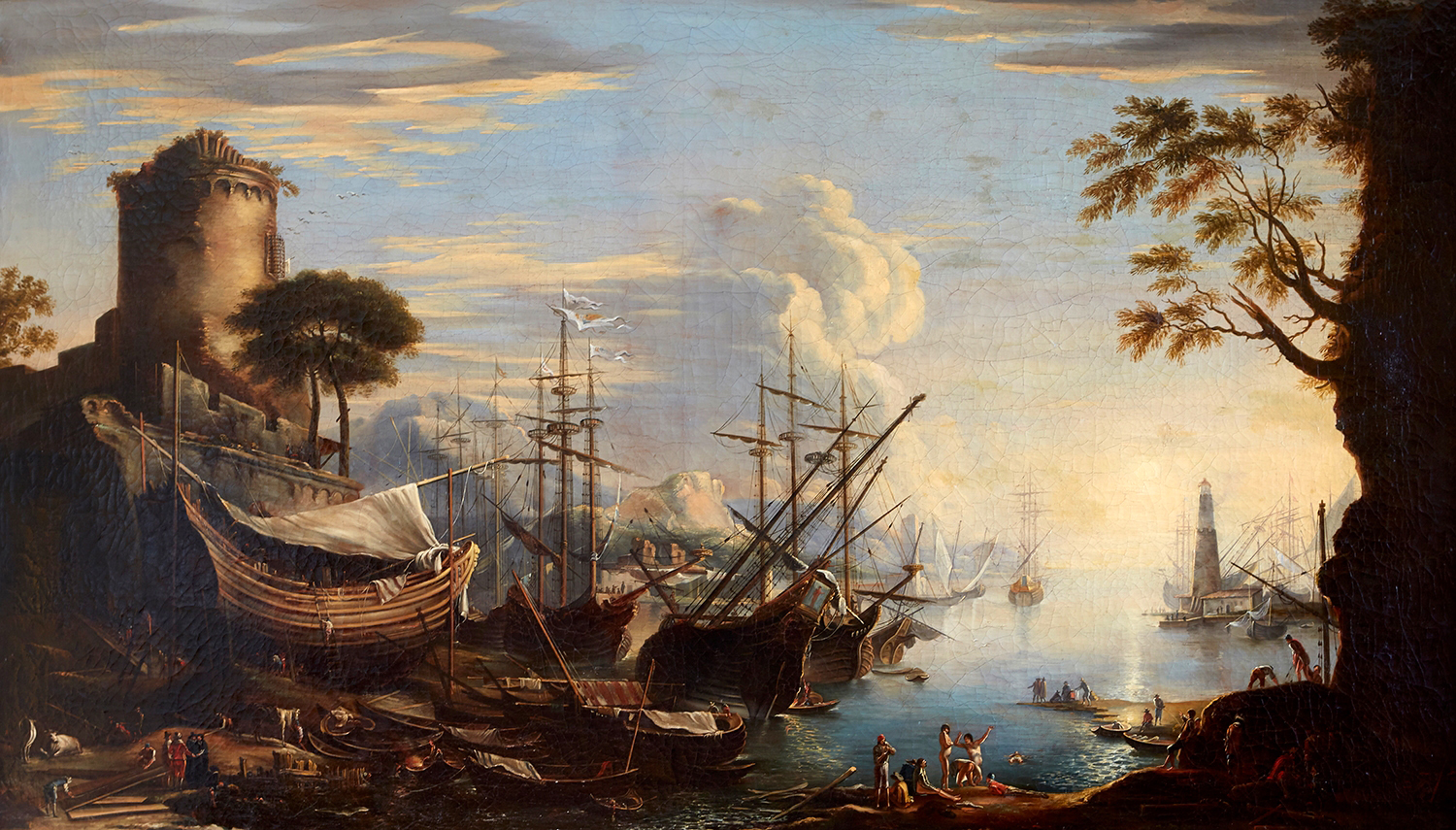
Marina del porto (1640)

- La Sorcière (1640-1649), collection privée, Milan
- Portrait en guerrier (1640-1649), Banca del Monte, Sienne
- Saint Guillaume de Maleval pénitent (1645), huile sur toile, 75 × 58 cm, musée d'histoire de l'art de Vienne
- Le Bois des philosophes (v. 1645), huile sur toile, 149 × 223 cm, galerie Palatine, palais Pitti[12]
- Autoportrait (v. 1645), huile sur toile, 116 × 94 cm, National Gallery, Londres
- Portrait de l'artiste (v. 1645), huile sur toile, musée des beaux-arts de Strasbourg
- Portrait de l'artiste, en pourpoint brun, huile sur toile, 76 × 60 cm, Christie's 06-07-2010[14]
- Une sorcière (1646), huile sur toile, 41 × 31 cm, musées du Capitole, Rome

Sorcières et Portraits, 1639-1645
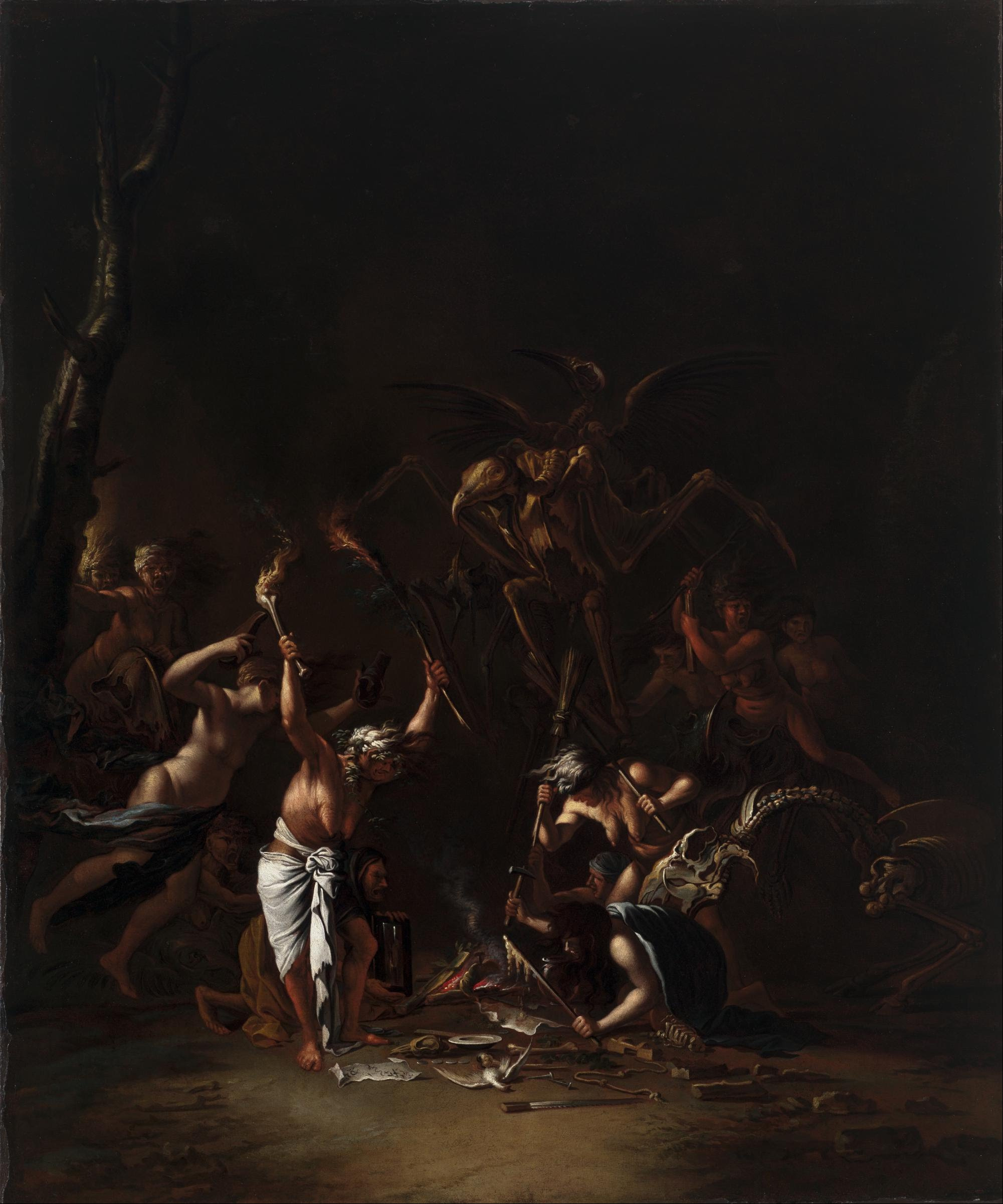
Sabbat de sorcières, 1635-1654 Houston
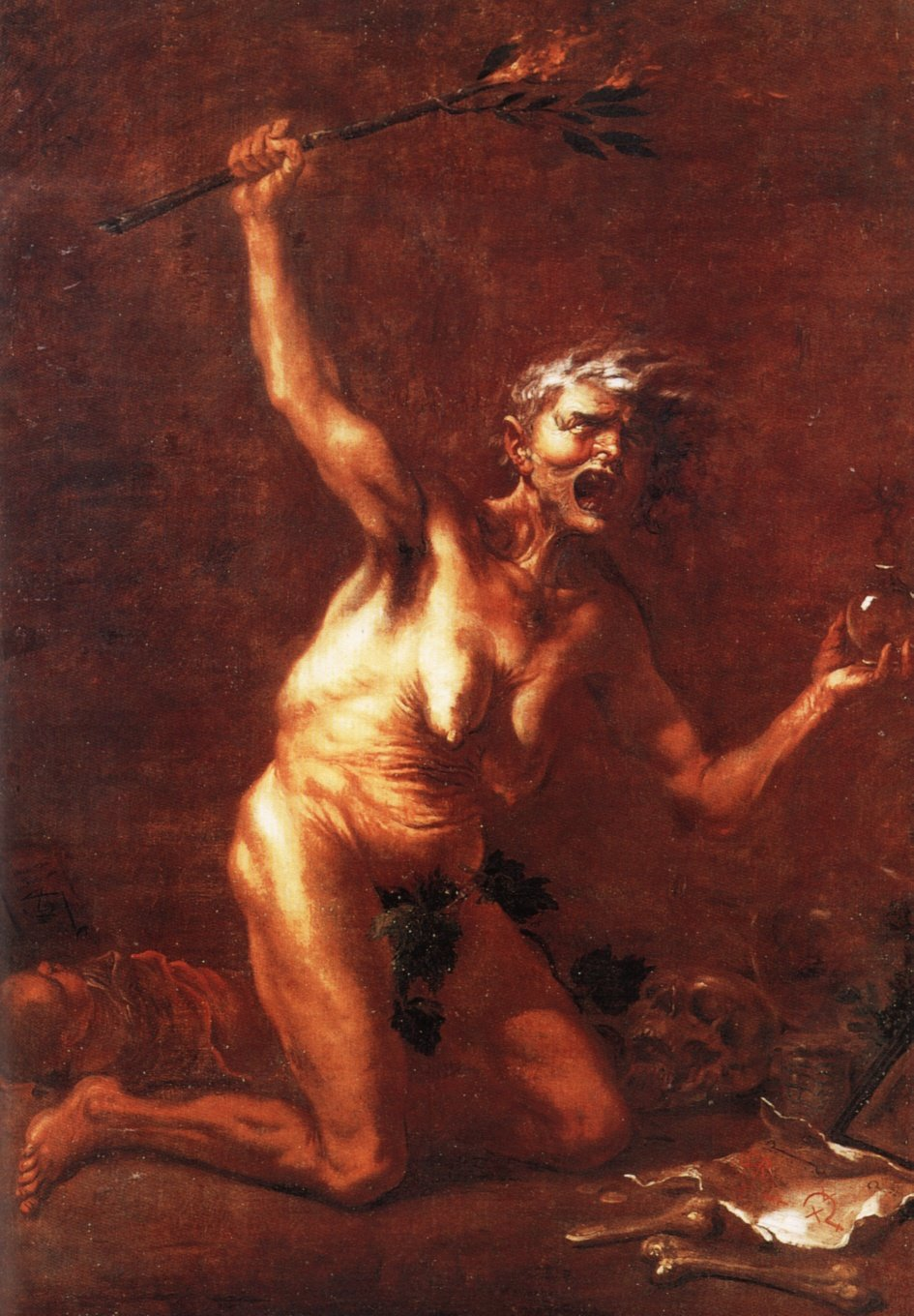
Sorcière, 1640-1649 Collection privée
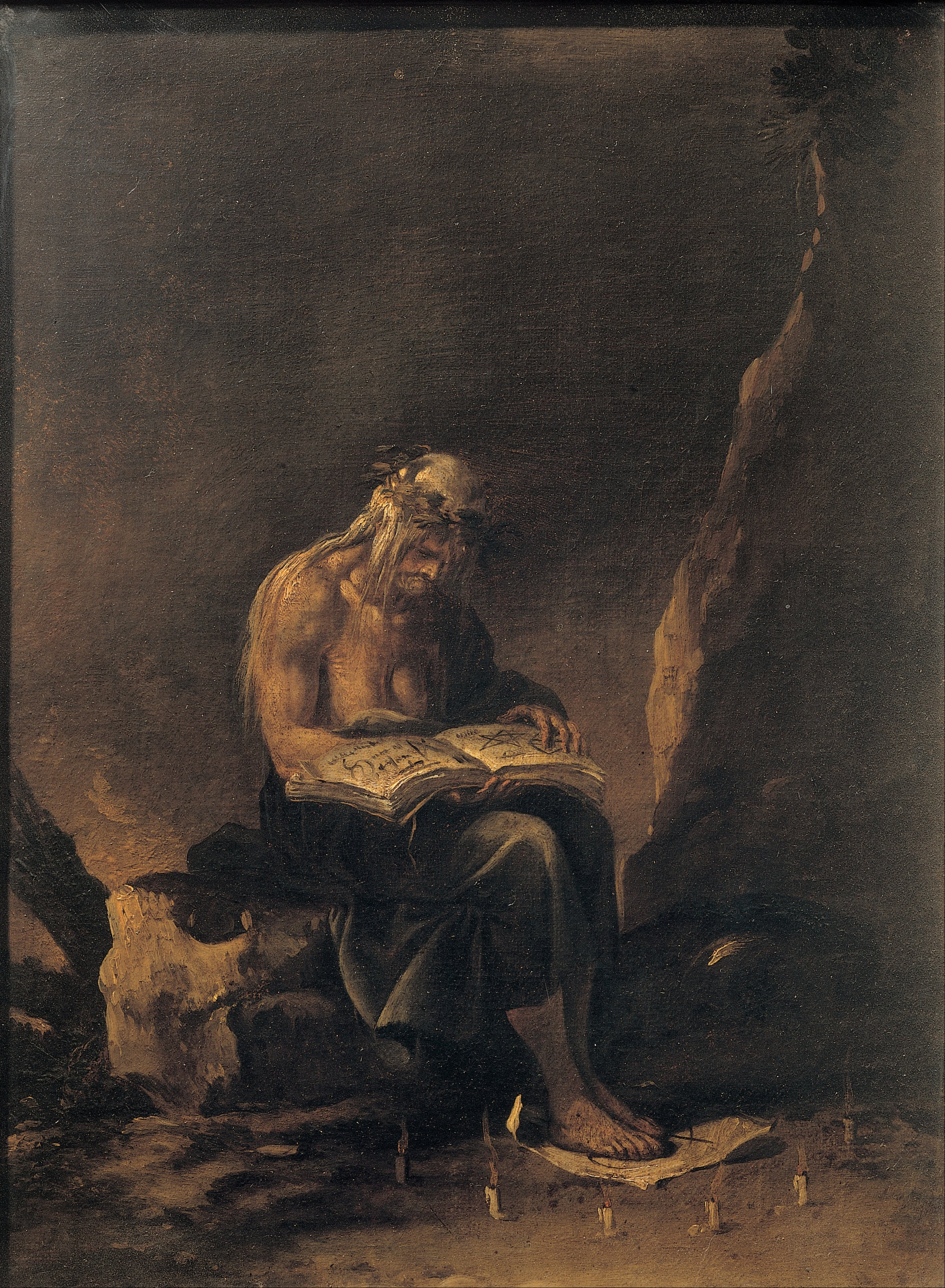
Sorcière, 1646 Musée du Capitole
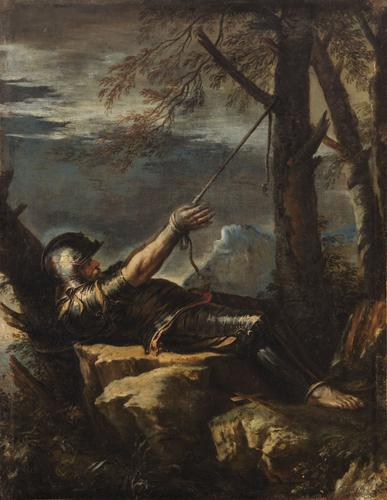
Saint Guillaume de Maleval, 1645 Vienne
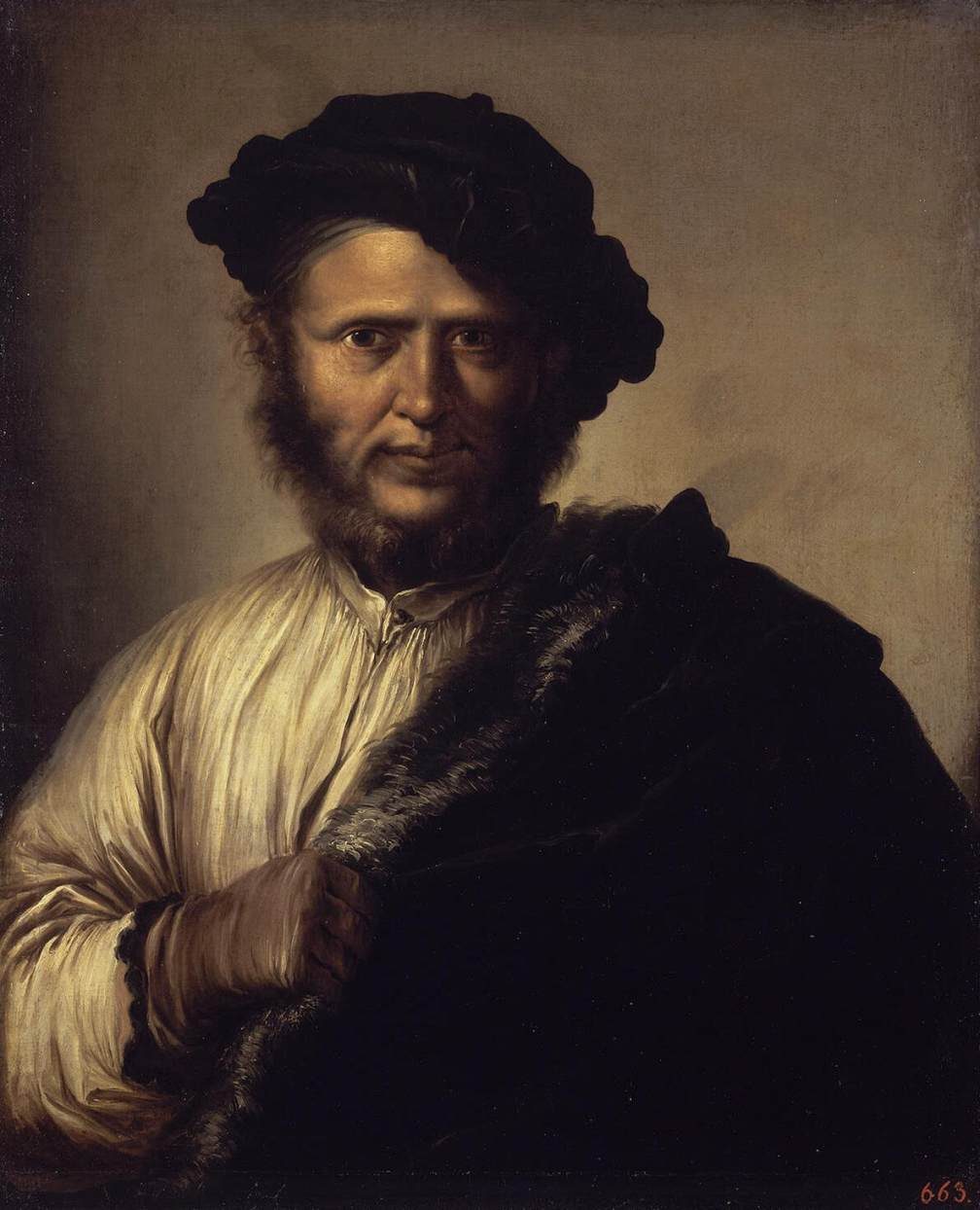
Portrait d'homme, 1640 Ermitage
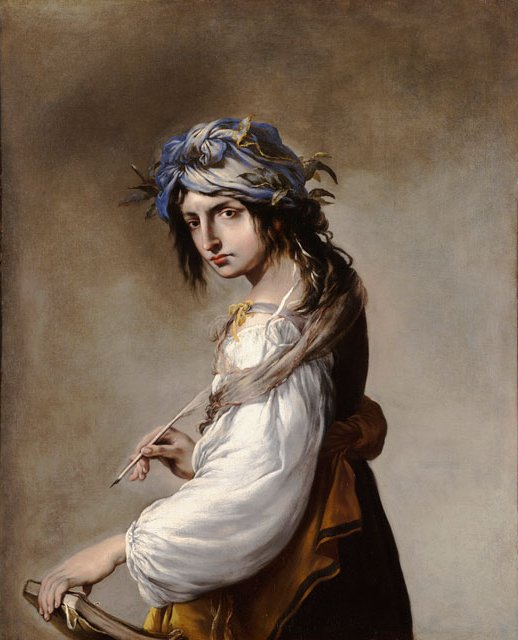
Lucrèce, la Poésie, 1640-1641 Wadsworth Atheneum
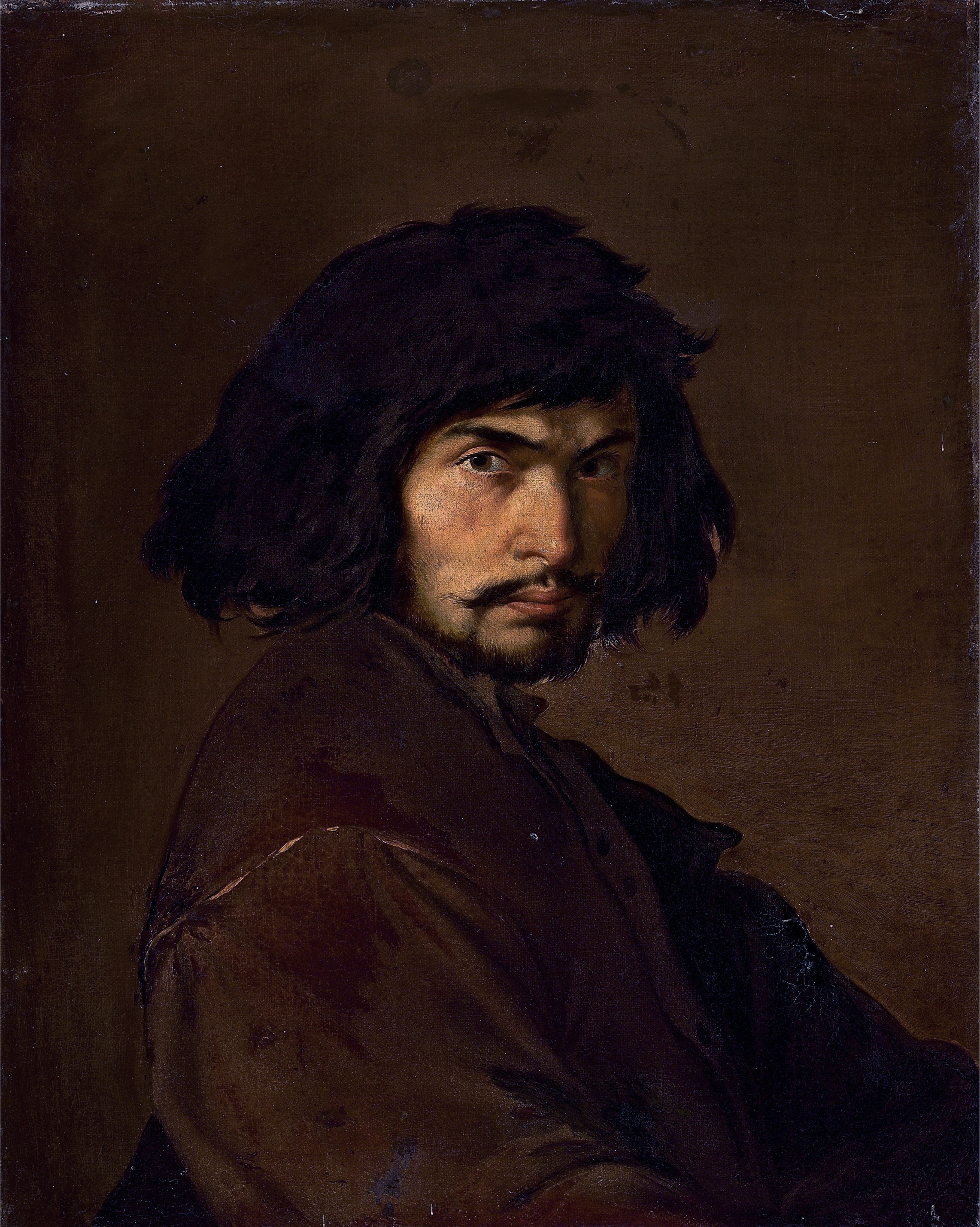
Autoportrait Christie's

À Naples 1646-1649
- Héraclite et Démocrite (1645-1649), huile sur toile, diam. 104 cm, musée d'histoire de l'art de Vienne
- Bataille de cavalerie (1645 - 1652), huile sur toile, 148 × 218 cm, musée d'art d'Auckland, Nouvelle-Zélande
- Bataille de l'Ancien Temps, (1645 - 1652), huile, 94 × 129 cm, musée des beaux-arts, Rio de Janeiro
- Bataille romaine (1645), huile sur toile, 298 × 345 cm, musée d'histoire de l'art de Vienne
- Bataille héroïque (1652-1664), toile, 214 × 351 cm. Offerte à Louis XIV par le nonce
- Épisode de la Guerre de Trente ans (non datée), huile sur toile, 55,9 × 76 cm, Musée de la civilisation, collection du Séminaire de Québec, Québec[15]

Les Batailles 1646-1649
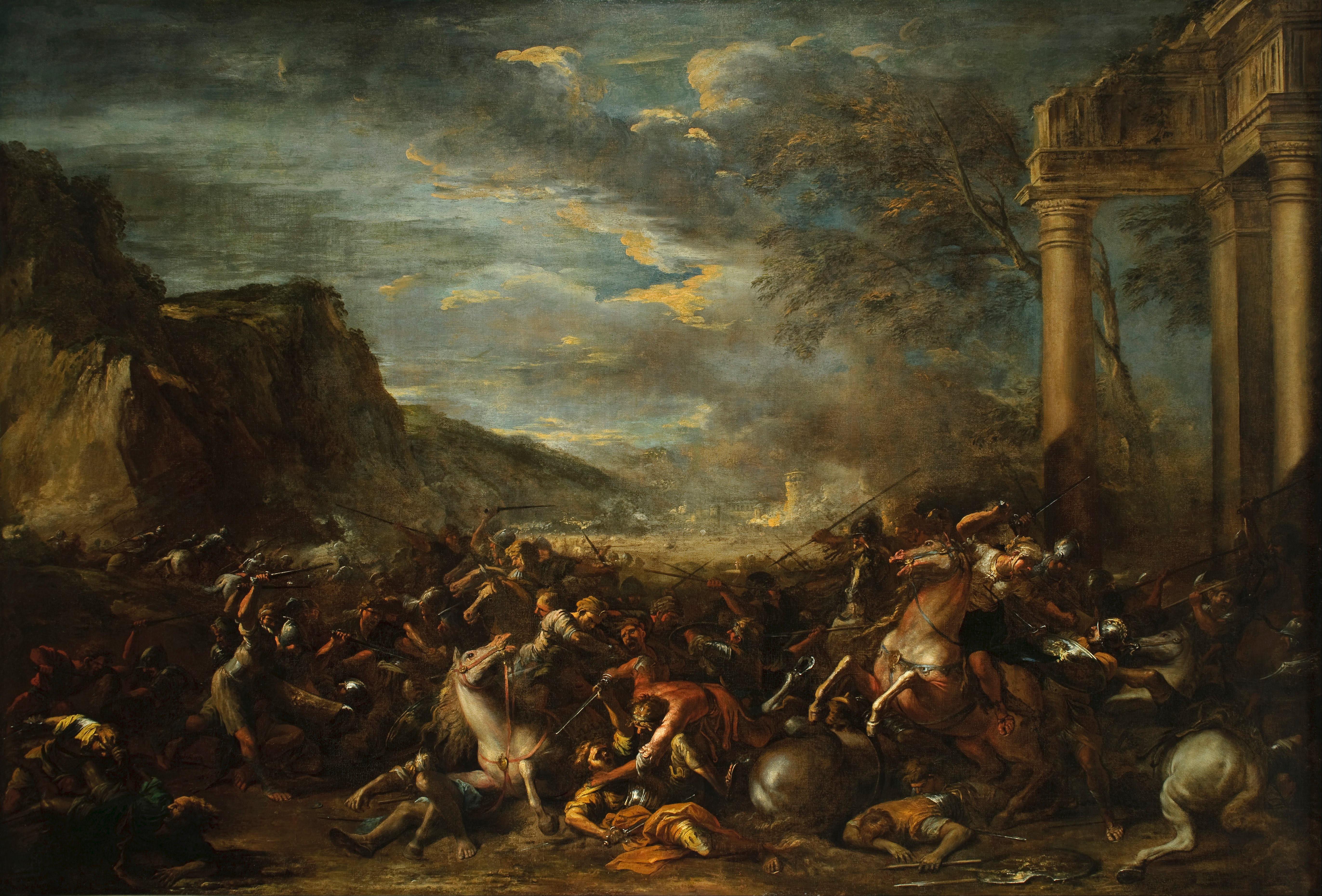
Bataille de cavalerie, 1645-1652 Aukland.
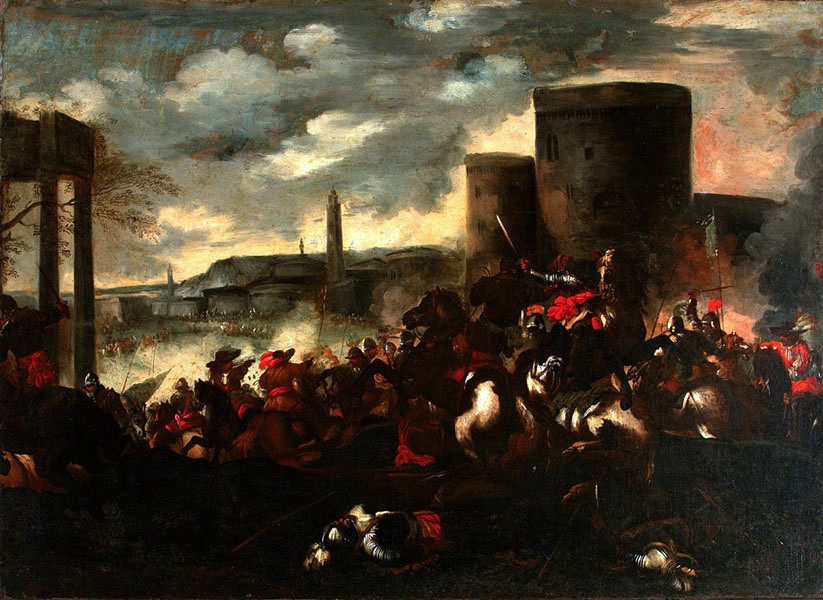
Bataille des temps anciens, 1645-1652 Rio de Janeiro.
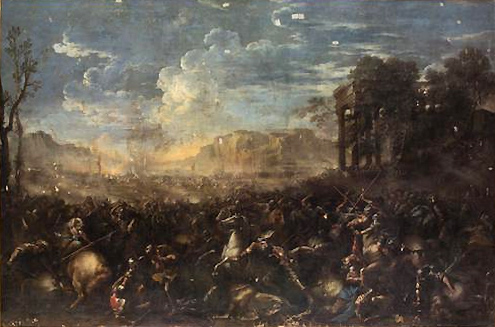
Bataille romaine, 1645 Vienne.
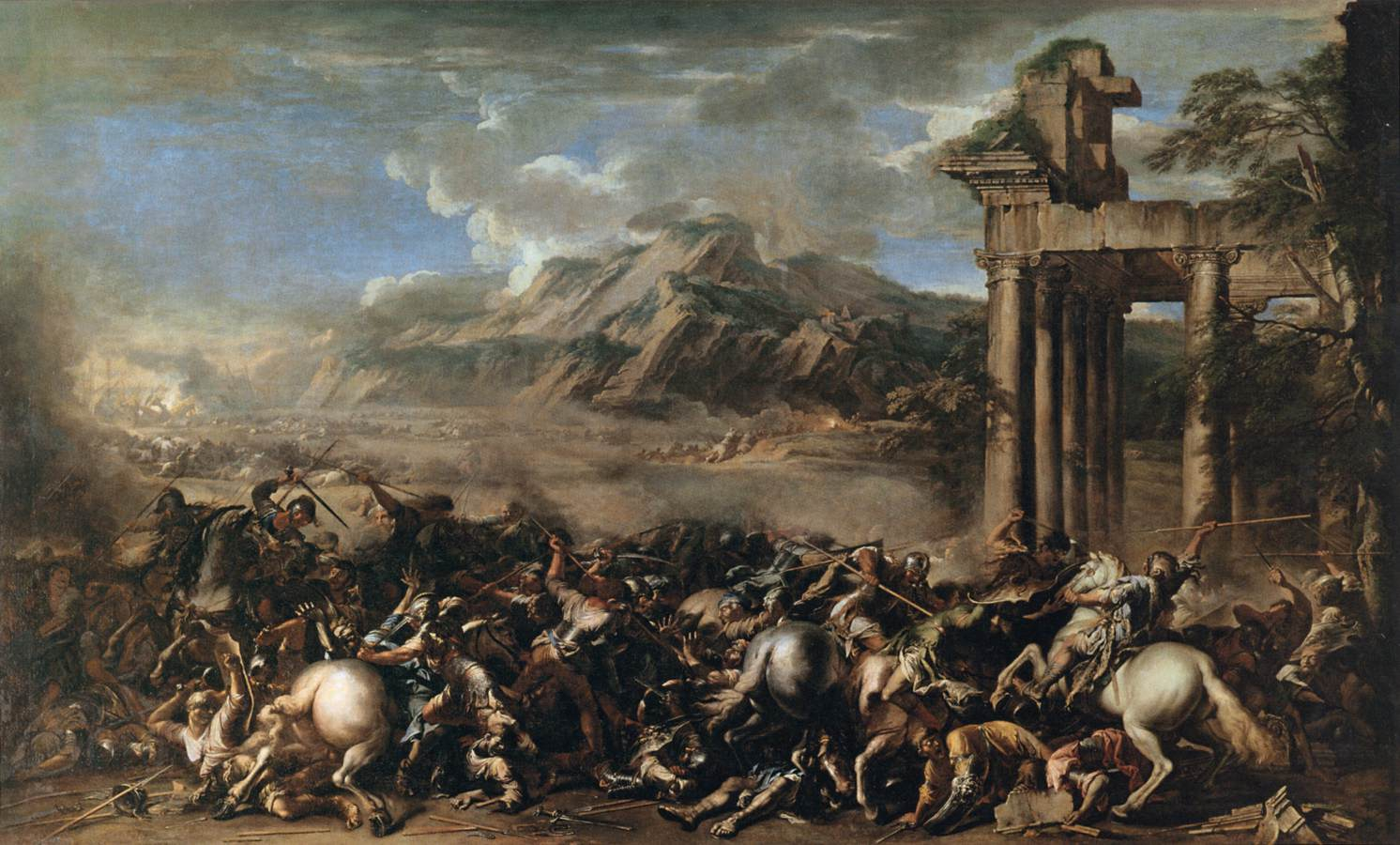
Bataille héroïque, 1652-1664 Louvre.

Installation définitive à Rome en 1646
- Autoportrait (v.1647), huile sur toile, 99 × 79 cm, Metropolitan Museum of Art, New York[16]
- Diogène jette son bol (v. 1650), huile sur toile, 219 × 148 cm, collection particulière
- La Duplicité ou Le Mensonge (v. 1650), huile sur toile, 136 × 96 cm, galerie Palatine, palais Pitti[12]
- Méditation de Démocrite (1650-1651), huile sur toile, 344 × 214 cm, Statens Museum for Kunst, Copenhague
- Diogène jette son bol (1651), huile sur toile, 344 × 212 cm, Statens Museum for Kunst, Copenhague
- La Fragilité humaine (v. 1656), huile sur toile, 197 × 131 cm, Fitzwilliam Museum, Cambridge
- Portrait de la femme de l'artiste, Lucrèce, 1657-1660, huile sur toile, 66 × 50 cm, Galerie nationale d'art ancien, Rome
- Allégorie de la Fortune (1658-1659), huile sur toile, 200 × 133 cm, J. Paul Getty Museum, Los Angeles

La Philosophie 1646-1660
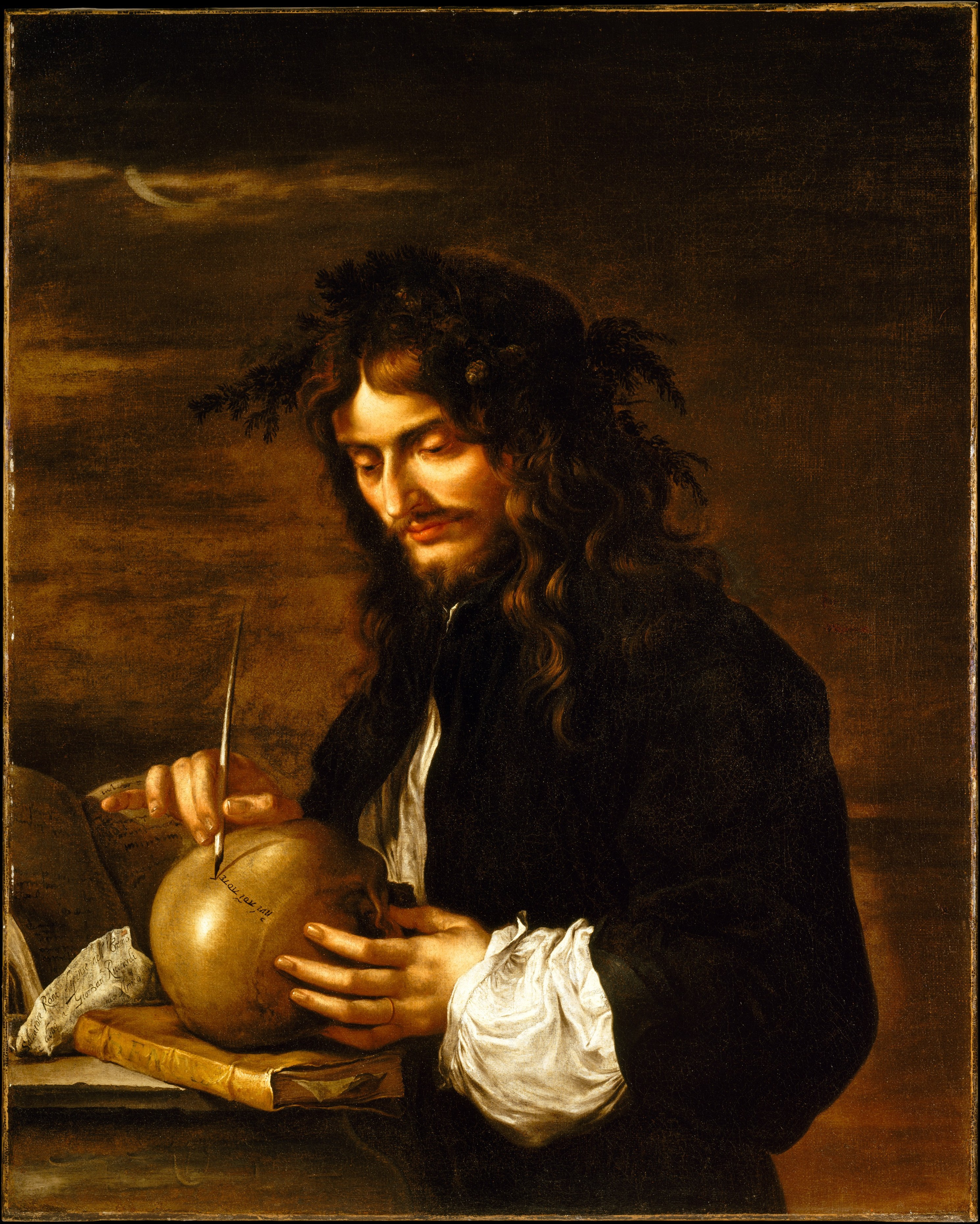
Autoportrait, 1647 Metropolitan museum.
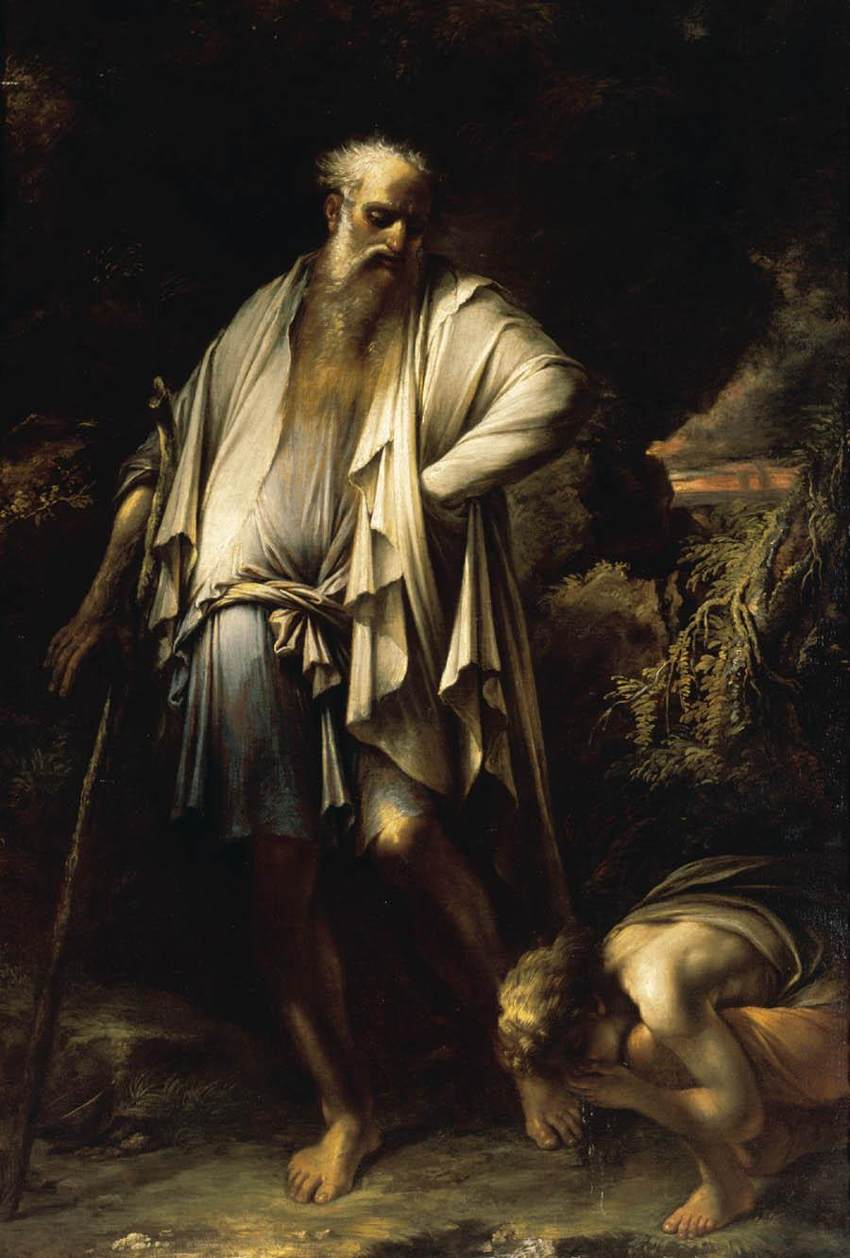
Diogène jette son bol, 1650 Collection particulière.
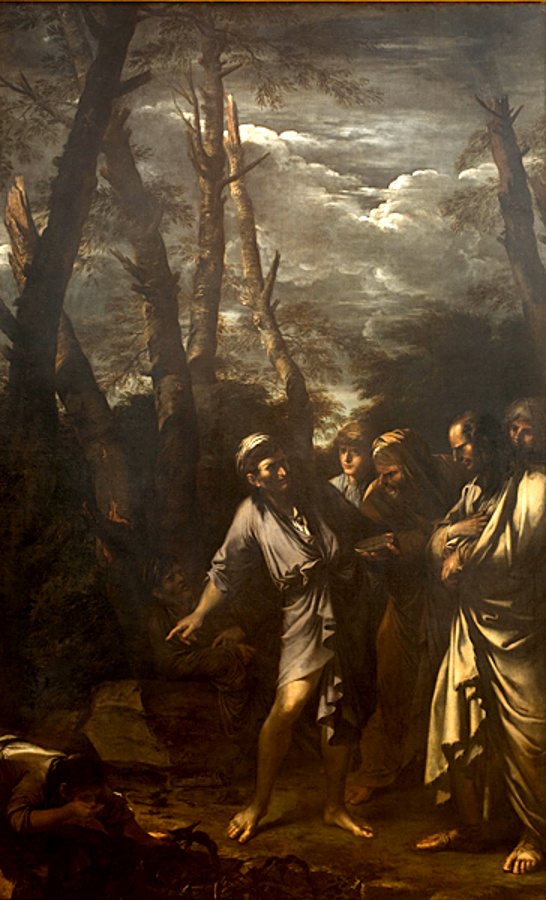
Diogène jette son bol, 1651 Copenhague.
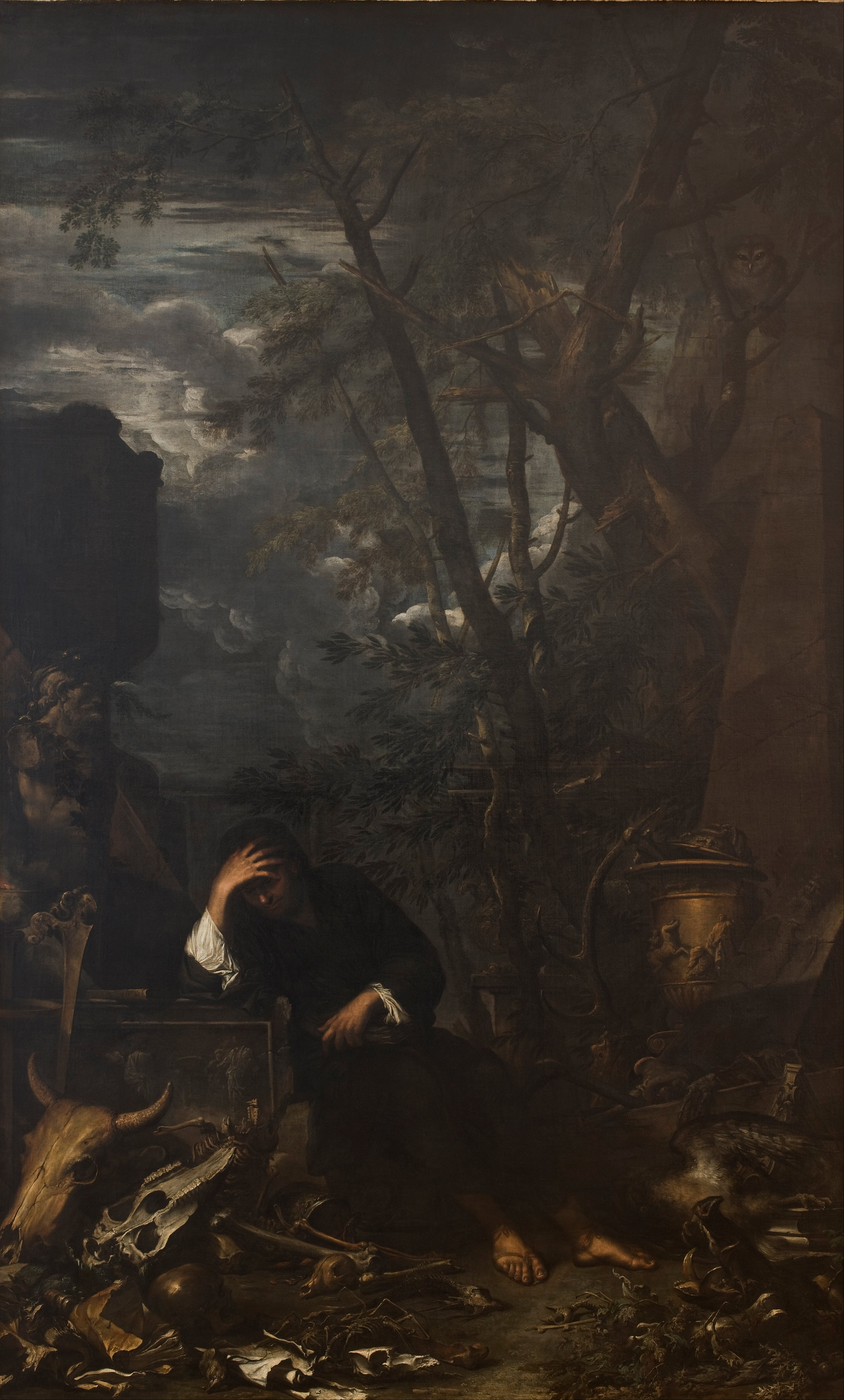
Méditation de Démocrite, 1650-1651 Copenhague.
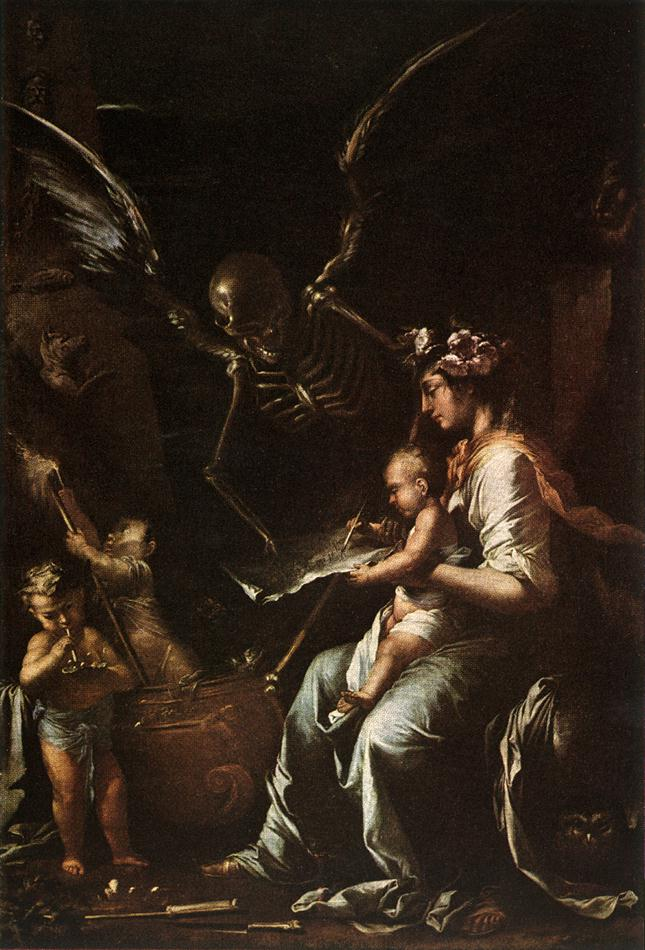
Fragilité humaine, v. 1656 Fitzwilliam museum.
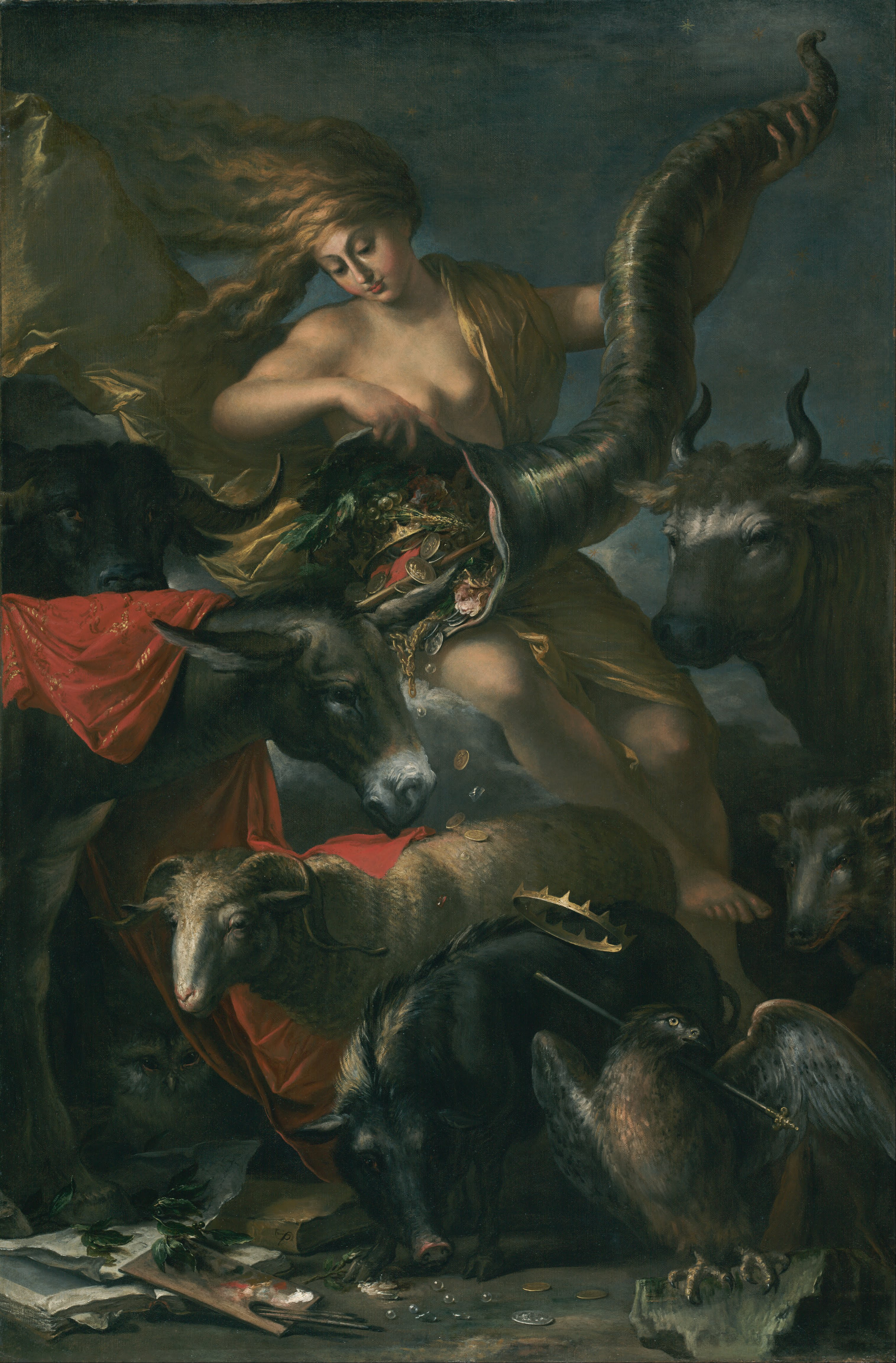
Allégorie de la Fortune 1658-1659 Getty Museum.
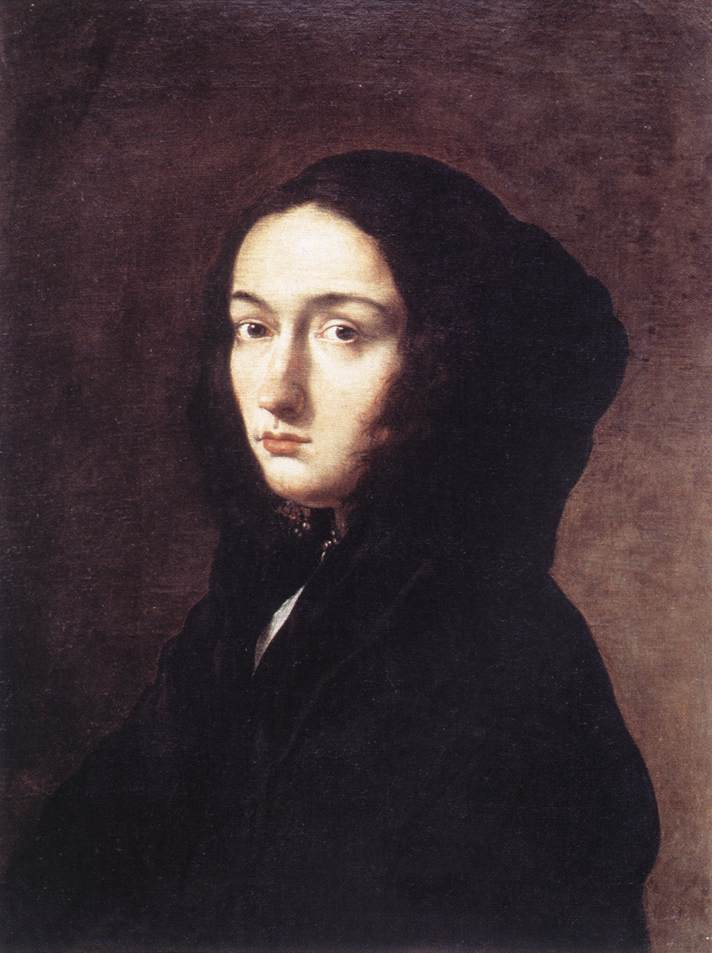
Femme de l'artiste, 1657-1660 Rome.

- Paysage de rivière avec Apollon et la sibylle de Cumes (1650), huile sur toile, 174 × 260 cm, Wallace collection, Londres.
- Paysage boisé (v. 1650), huile sur toile, 72 × 134 cm, collection particulière
- Saint Jean-Baptiste baptisant le Christ dans le Jourdain (v. 1655), huile sur toile, 173 × 259 cm, Kelvingrove Art Gallery and Museum, Glasgow.
- Saint Jean-Baptiste révélant le Christ aux disciples (v. 1655), huile sur toile, 173 × 259 cm, Kelvingrove Art Gallery and Museum, Glasgow.
- Bandits sur une côte rocheuse (1655–1660), huile sur toile, 75 × 100 cm, Metropolitan Museum of Art, New York[17].

À Rome Paysages 1646-1660
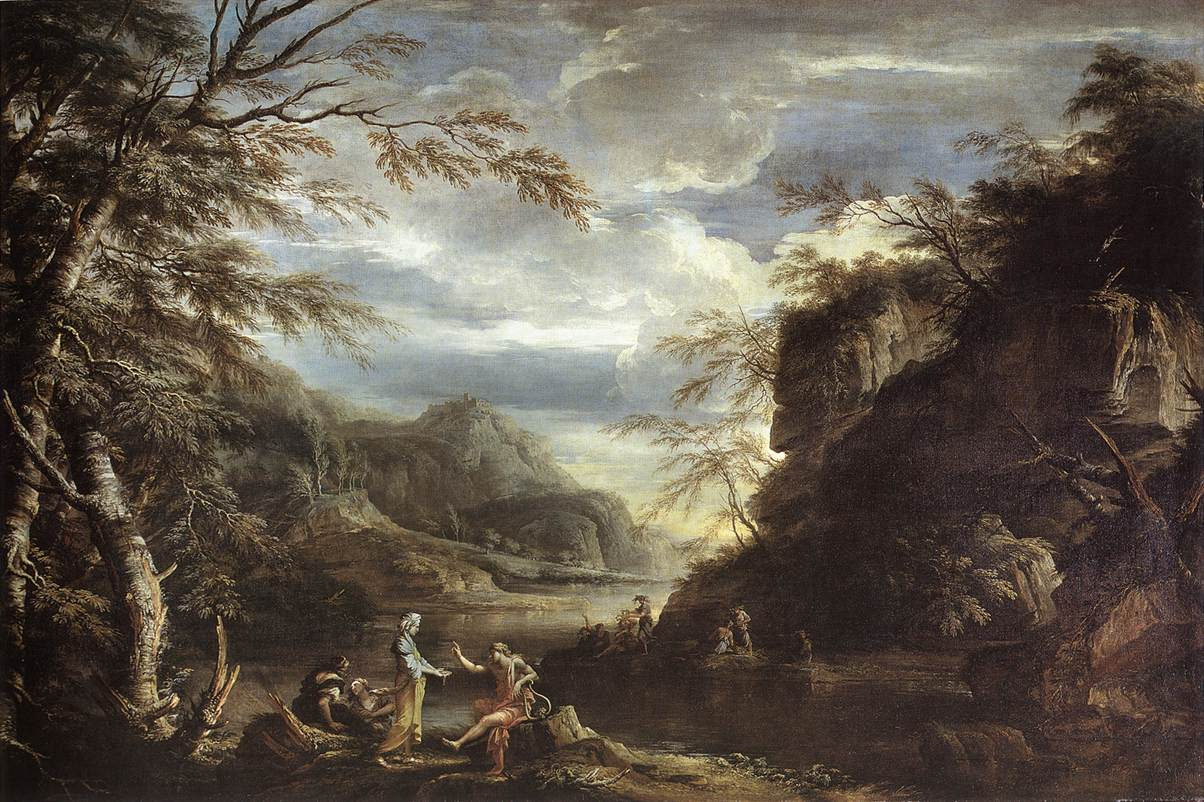
Apollon et la Sibylle, 1650 Wallace Collection.
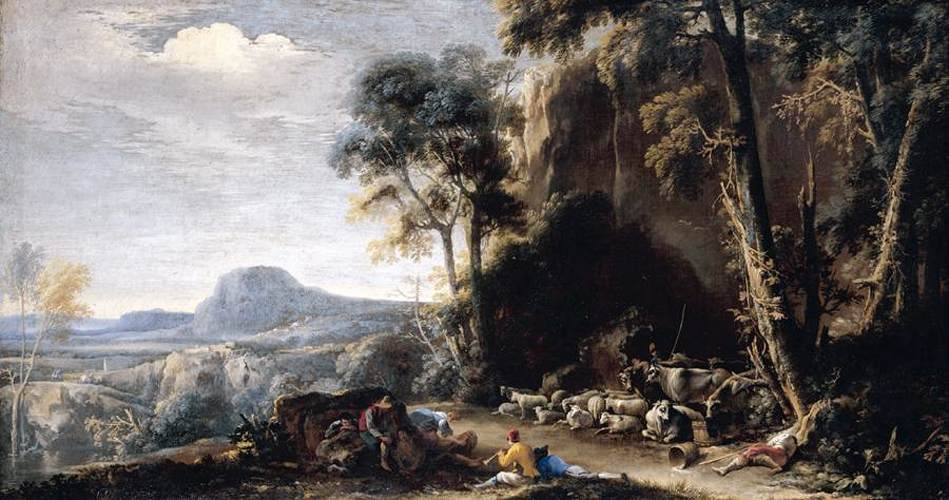
Paysage boisé, v. 1650 Collection particulière.
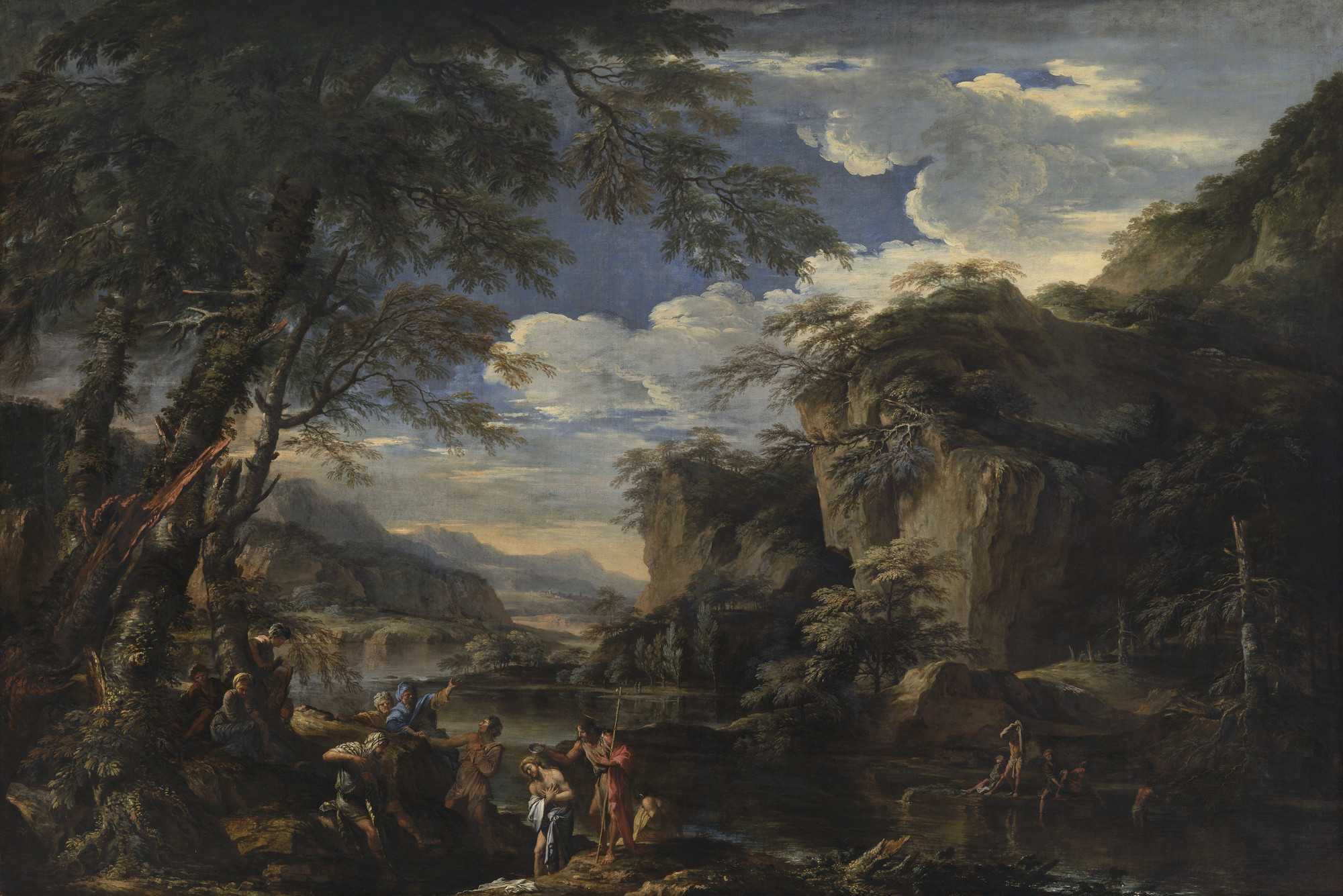
Baptême du Christ, v. 1655 Glasgow.
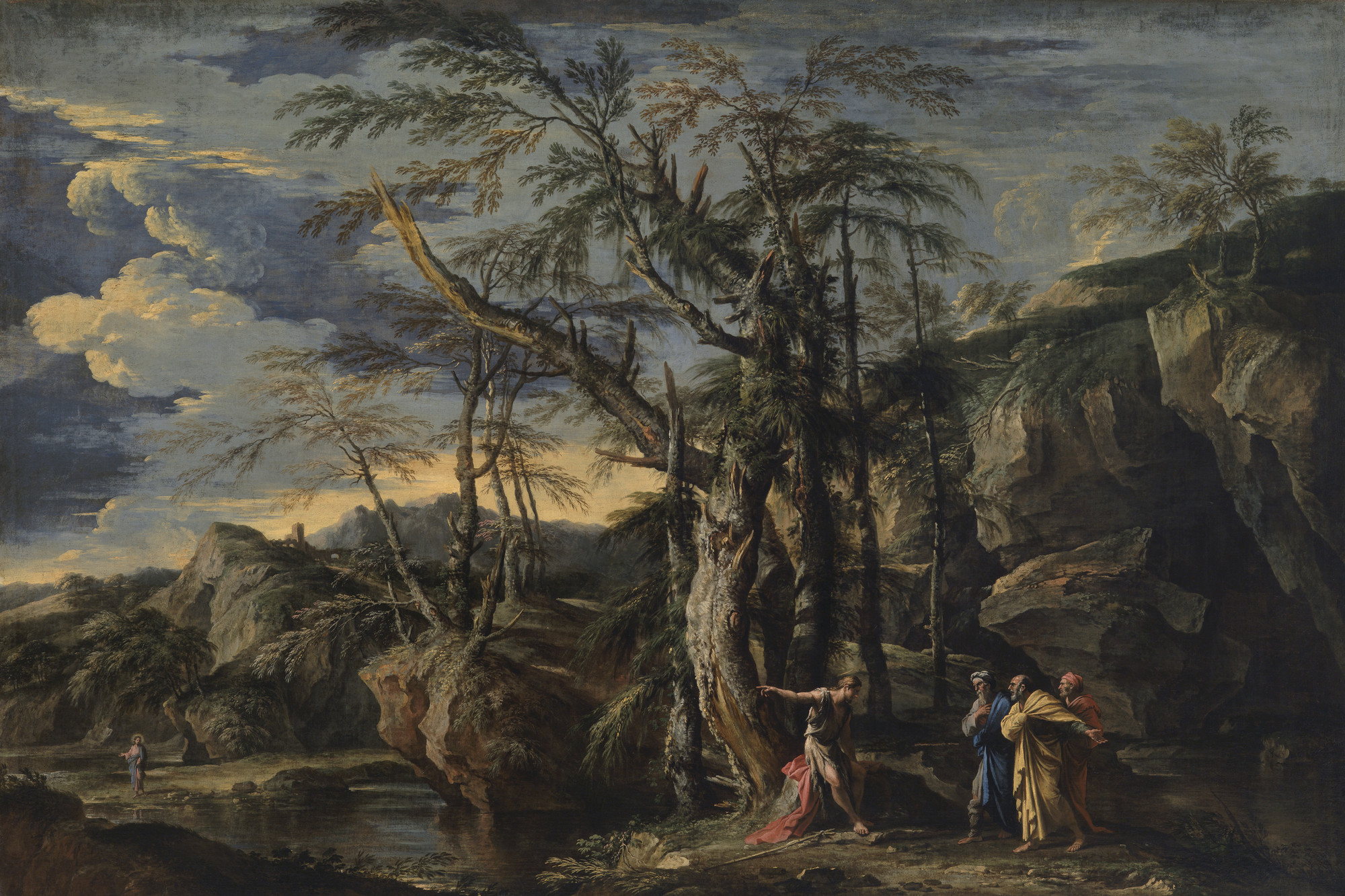
Révélation du Christ, v. 1655 Glasgow.

### À Rome, Scènes (1646-1660)
- Saint Jean-Baptiste prêchant dans le désert (v. 1660), huile sur toile, 201 × 122 cm, Musée d'art de Saint-Louis, Missouri
- Le Fils prodigue (1651-1655), huile sur toile, 254 × 201 cm, Musée de l'Ermitage, Saint-Pétersbourg
- Le Retour du fils prodigue (1655-1665), huile sur toile, 200 × 118 cm, Musée des beaux-arts du Canada, Ottawa
- Jason charmant le dragon (1665-1670), 77,8 × 66,9 cm, huile sur toile, Musée des beaux-arts de Montréal, Montréal
- Saint Georges et le Dragon[18], collection Gianfranco Luzzetti, Florence
- Soldats au jeu (1656-1658), huile sur toile, 77 × 62 cm, Dulwich Picture Gallery, Londres
- Saint Pierre marchant sur les flots (non datée), huile sur toile, 149,6 x 279,9 cm, Musée de la civilisation, collection du Séminaire de Québec, Québec
- Sainte Marie Madeleine (non datée), huile sur toile, 47,5 x 111 cm, Musée de la civilisation, collection du Séminaire de Québec, Québec

À Rome Scènes 1646-1660
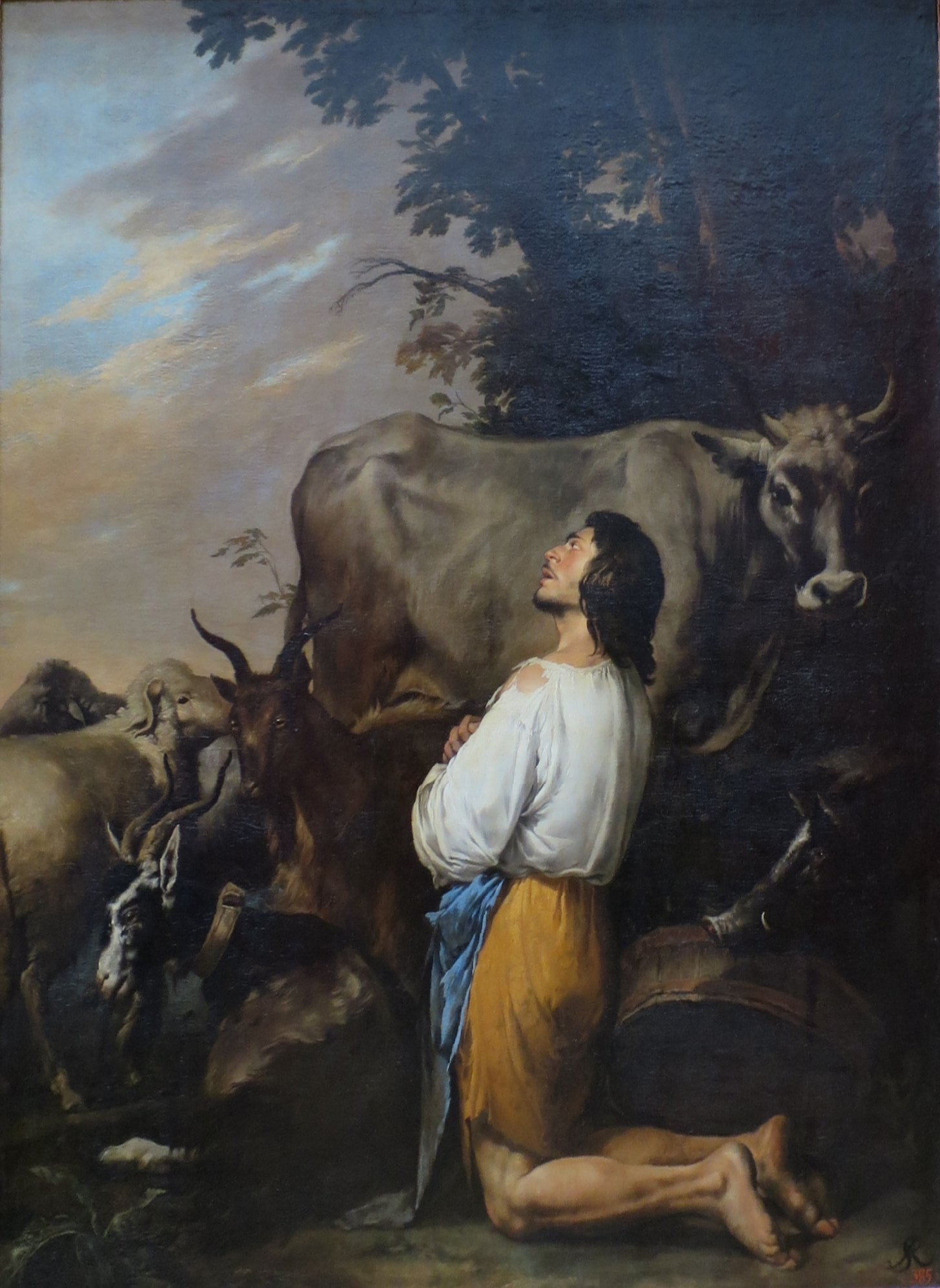
Fils prodigue, 1651-1655 Musée de l'Ermitage
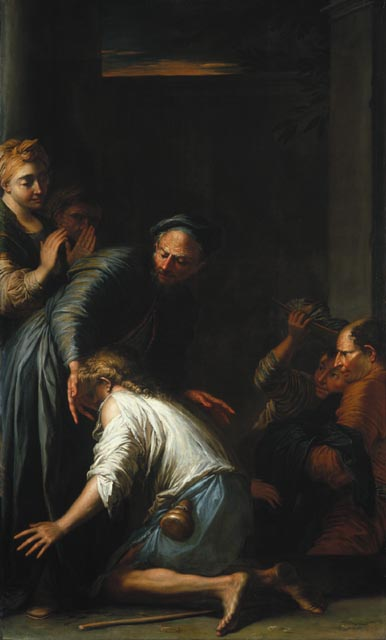
Retour du fils prodigue, 1655-1665 Musée du Canada
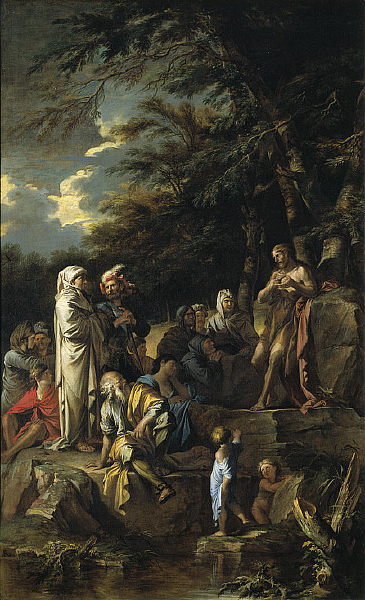
St J-Baptiste prêchant, v. 1660 Saint-Louis (Missouri)
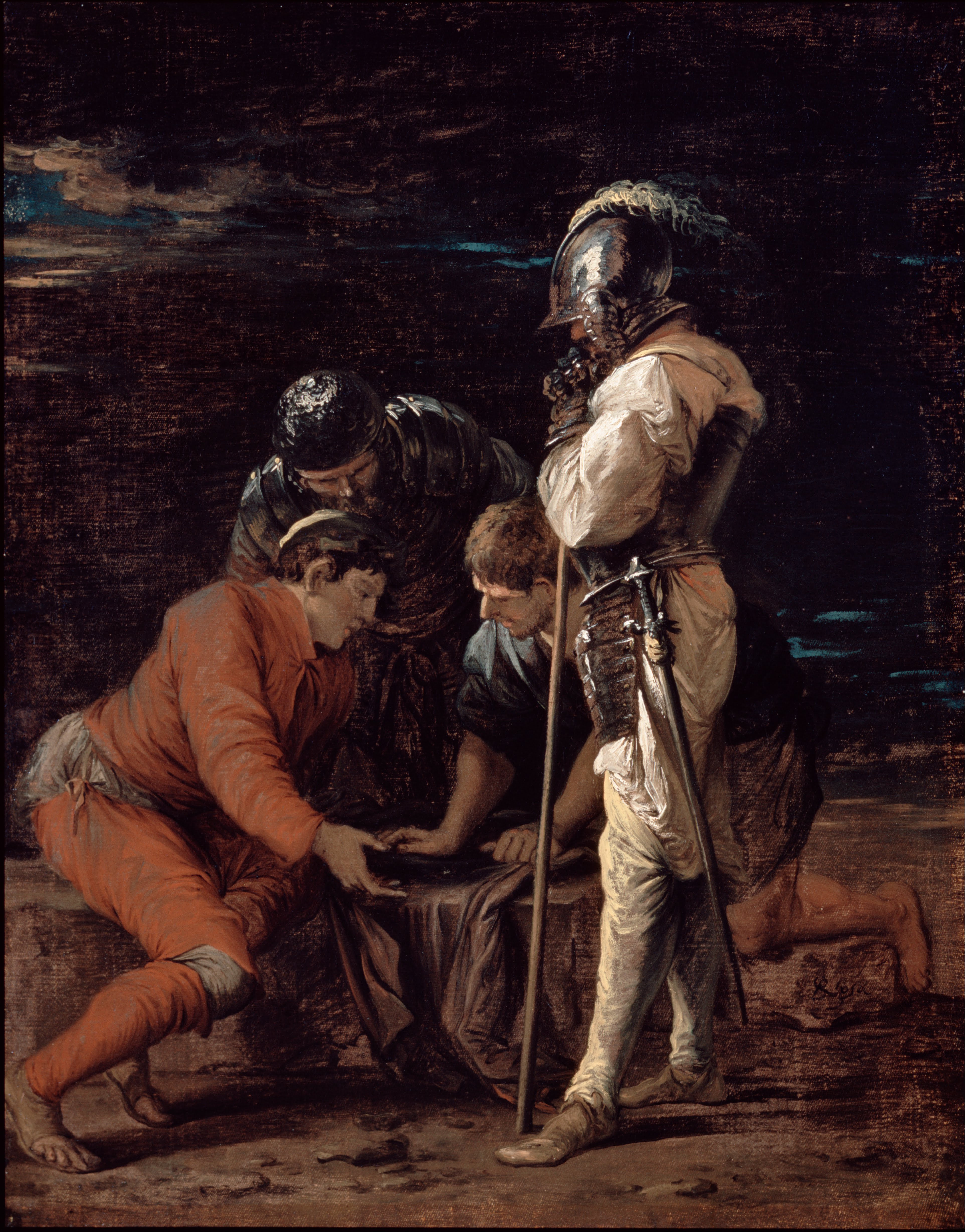
Soldats au jeu, 1656-1658 Dulwich Gallery
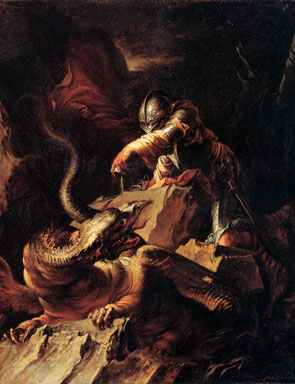
Jason charmant le dragon, 1665-1670 Musée des beaux-arts de Montréal
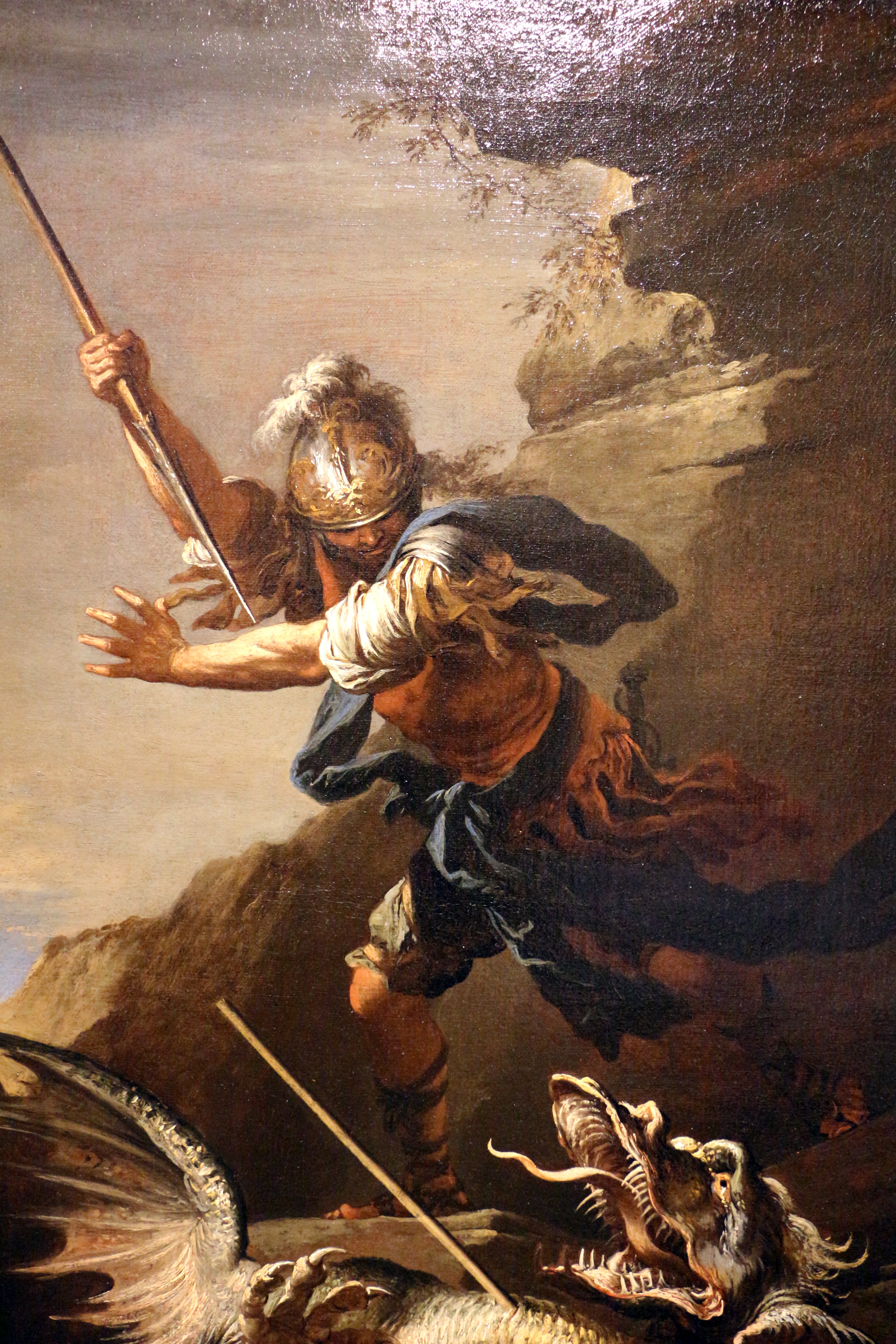
St Georges et le dragon Coll Luzetti

Après 1660
- Paysage rocheux avec un chasseur et des guerriers (v. 1660), toile, 142 × 192 cm[2]
- Paysage avec des pêcheurs (1660-1665), Paysage avec saint Jérôme (1670-1673), Paysage avec une tour et une barque en construction (1660-1665), Chantilly, Musée Condé
- Saint Jérôme dans le désert, huile, 81 × 106 cm, Museu Nacional de Belas Artes, Rio de Janeiro
- Le Rêve d'Énée (1660–1665), huile sur toile, 197 × 121 cm, Metropolitan Museum of Art, New York[19]
- Un frère tenté par les démons (1660-1665), huile sur toile, ovale 65 × 83 cm, Galerie nationale d'art ancien, Rome
- Anachorètes tentés par les démons (1660-1665), huile sur toile, ovale 65 × 83 cm, Galerie nationale d'art ancien, Rome
- Pythagore émergeant des mondes souterrains (1662), huile sur toile, 130 × 190 cm, Musée d'art Kimbell, Texas
- Pythagore et le pêcheur (1662), huile sur toile, 132 × 188 cm, Gemäldegalerie (Berlin)
- Ensemble de peintures commandées pour l'église Santa Maria di Montesano à Rome entre 1662 et 1677 : Daniel dans la fosse aux lions, Jérémie tiré de la citerne, La Résurrection de Lazare, La Révélation de Raphaël, Le Portement de croix, Le Christ ressuscité, Chantilly, Musée Condé
- Démocrite et Protagoras (1663-1664), Saint-Pétersbourg, Musée de l'Ermitage
- Ulysse et Nausicaa (1663-1664), huile sur toile, 194 × 144 cm, Saint-Pétersbourg, Musée de l'Ermitage
- Scène de l'histoire grecque : Thales imposant à la rivière de couler des deux côtés de l'armée Lydian (1663-1664), huile sur toile, 73 × 97 cm, Musée national d'Australie-Méridionale
- Scène de l'histoire grecque : Le fils sourd-muet du roi Crésus empêche les Perses de tuer son père (1663-1664), huile sur toile, 73 × 97 cm, Musée national d'Australie-Méridionale
- Astrée quitte la terre (1665), huile sur toile, 304 × 205 cm, Musée d'histoire de l'art de Vienne
- L'Ombre de Samuel apparaissant à Saül chez la pythonisse d'Endor (1668), huile sur toile, 273 × 193 cm, Musée du Louvre[2]
- Paysage avec Tobie et l'ange (v. 1670), huile sur toile, Musée des beaux-arts de Strasbourg

À Rome après 1660
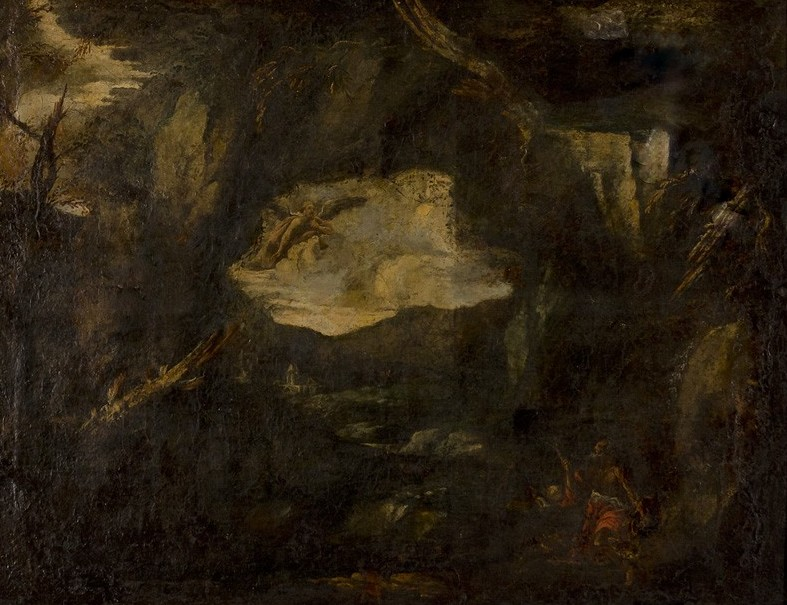
Saint Jérôme Rio de Janeiro
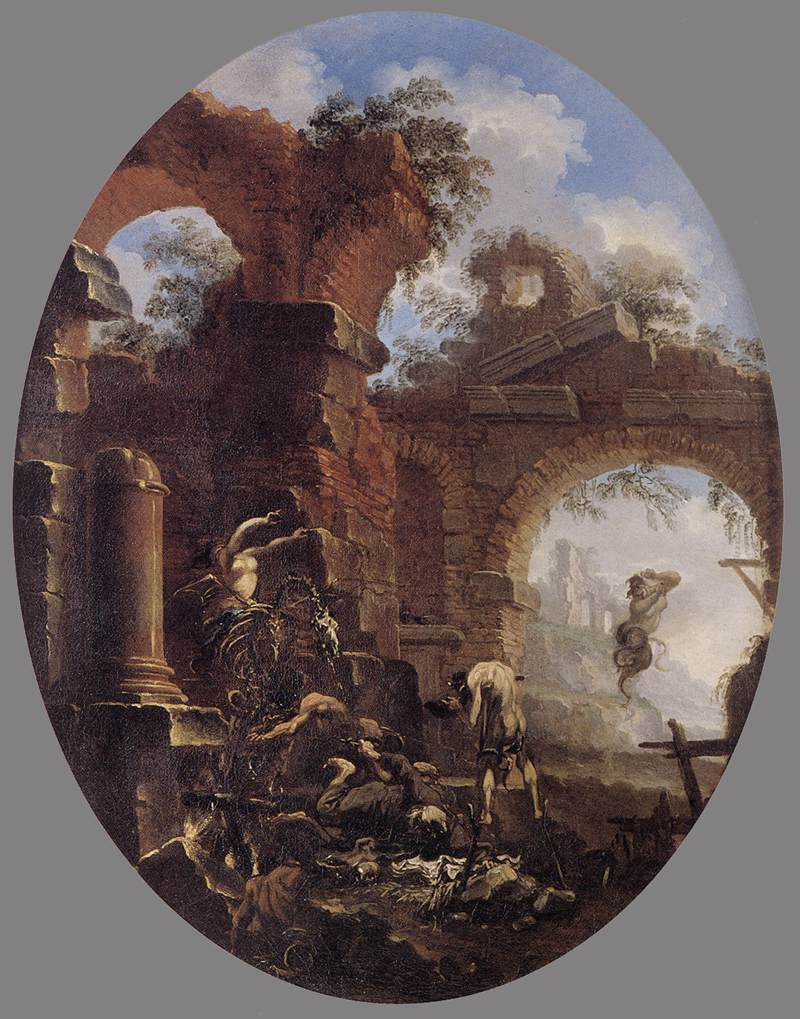
Tentation d'un frère, 1660-1665 Art ancien, Rome
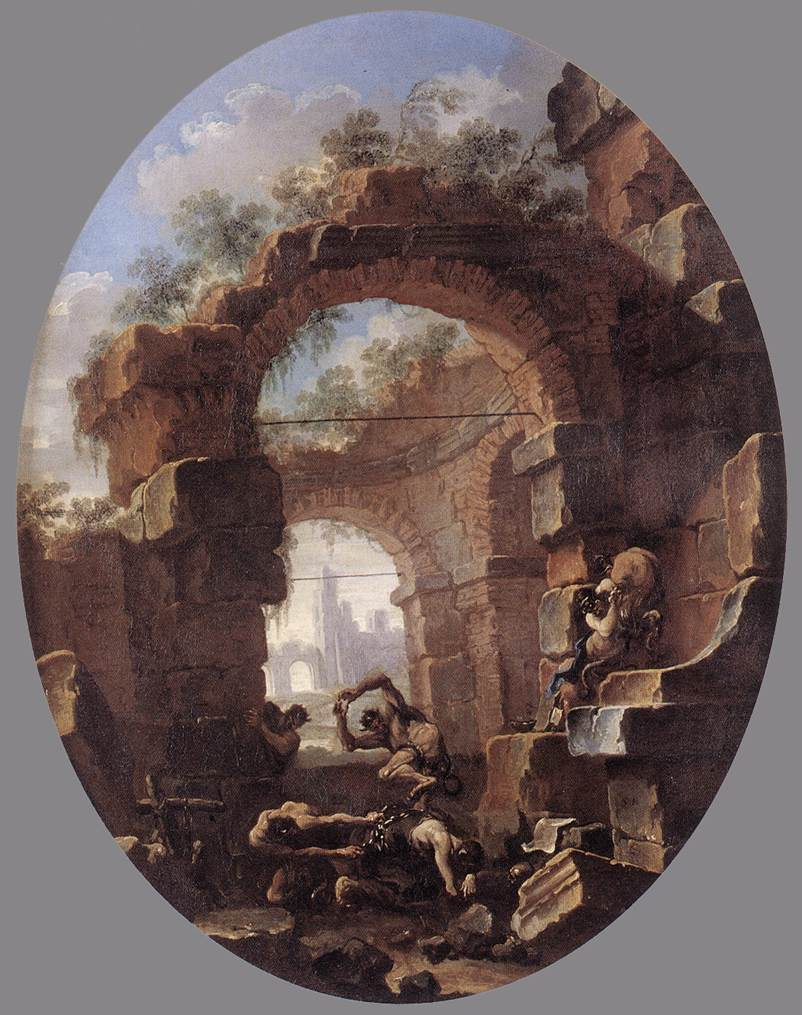
Tentation d'anachorètes, 1660-1665 Art ancien, Rome
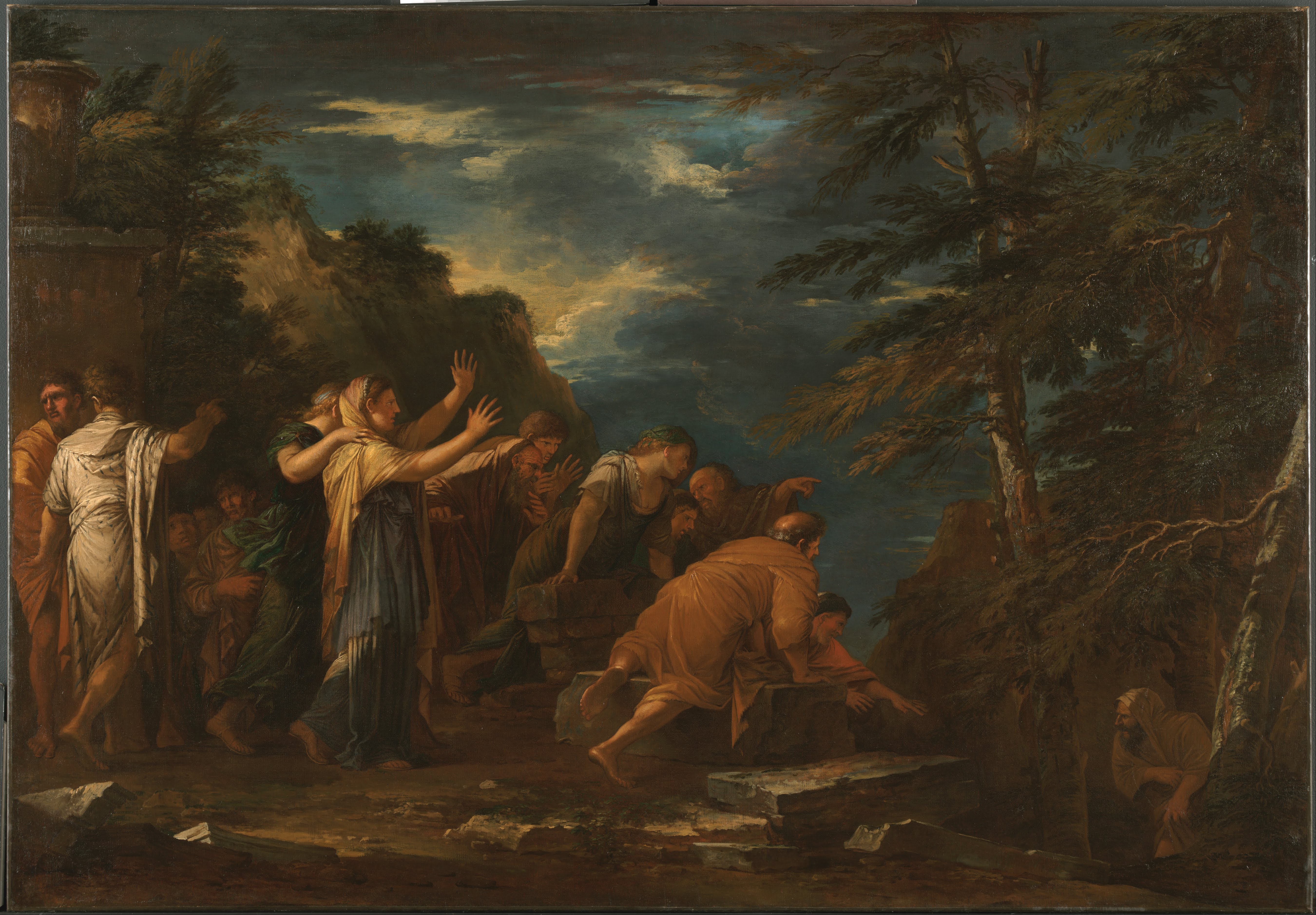
Pythagore émergeant des mondes souterrains, 1662 Musée Kimbell
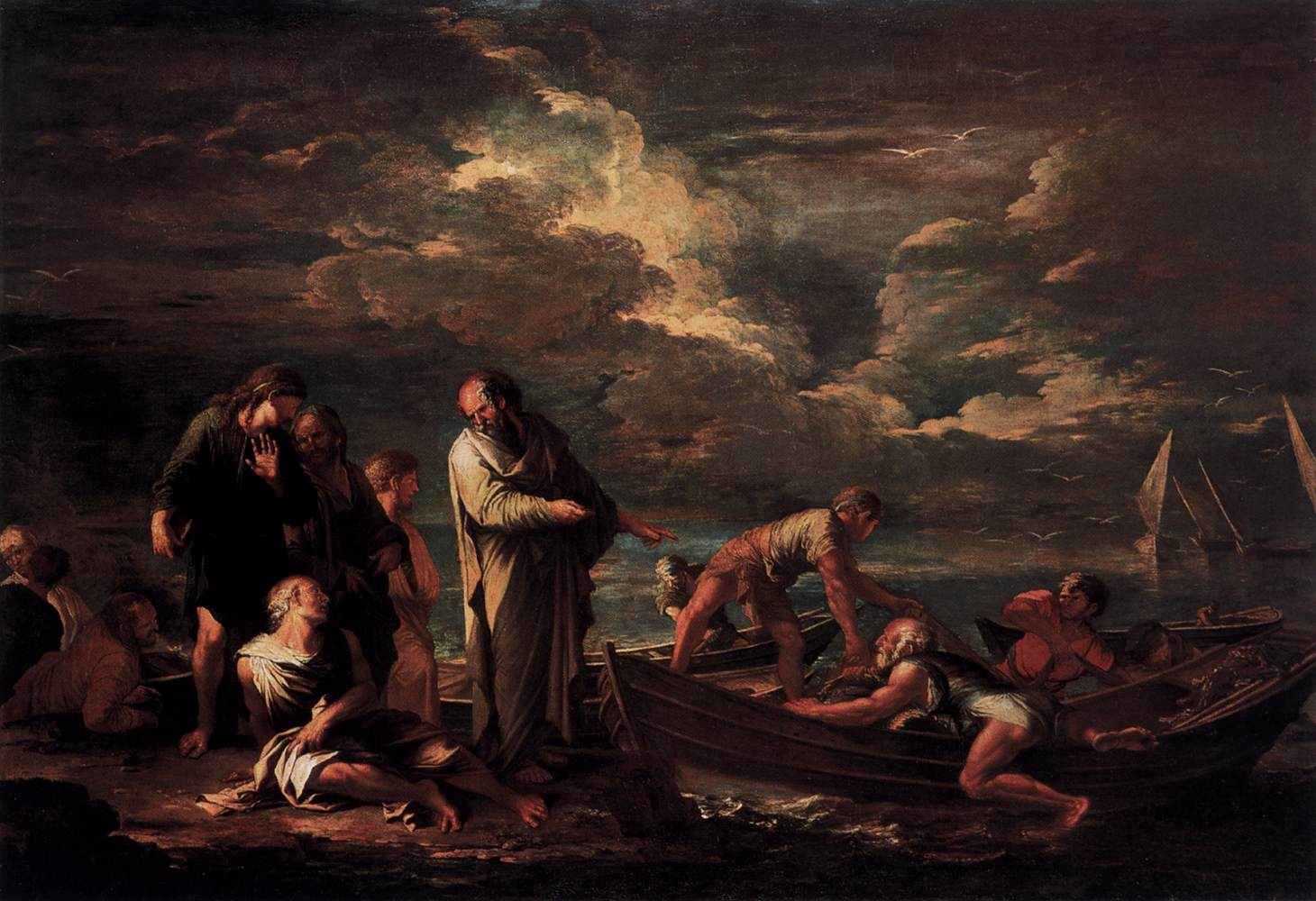
Pythagore et le pêcheur, 1662 Gemäldegalerie (Berlin)
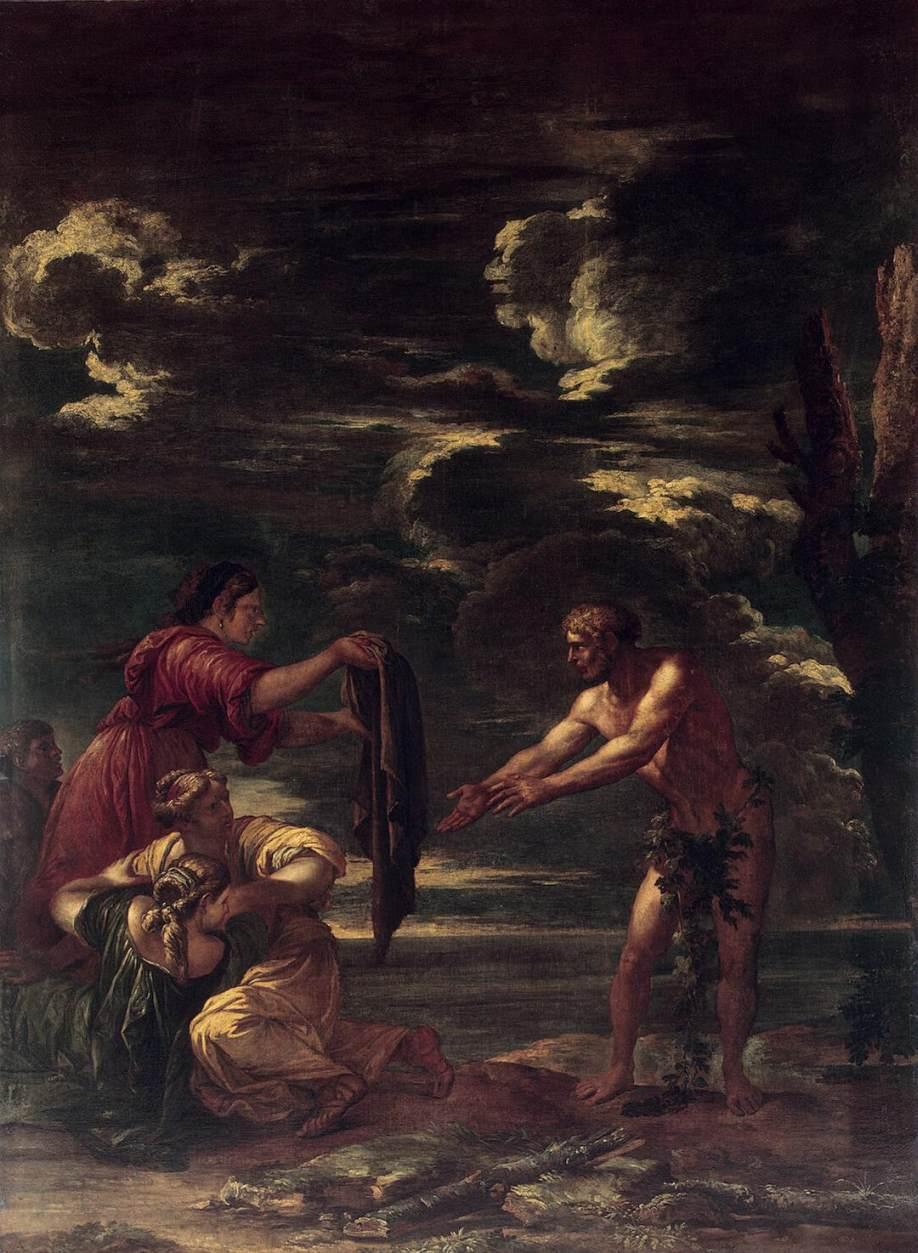
Ulysse et Nausicaa, 1663-1664 Musée de l'Ermitage
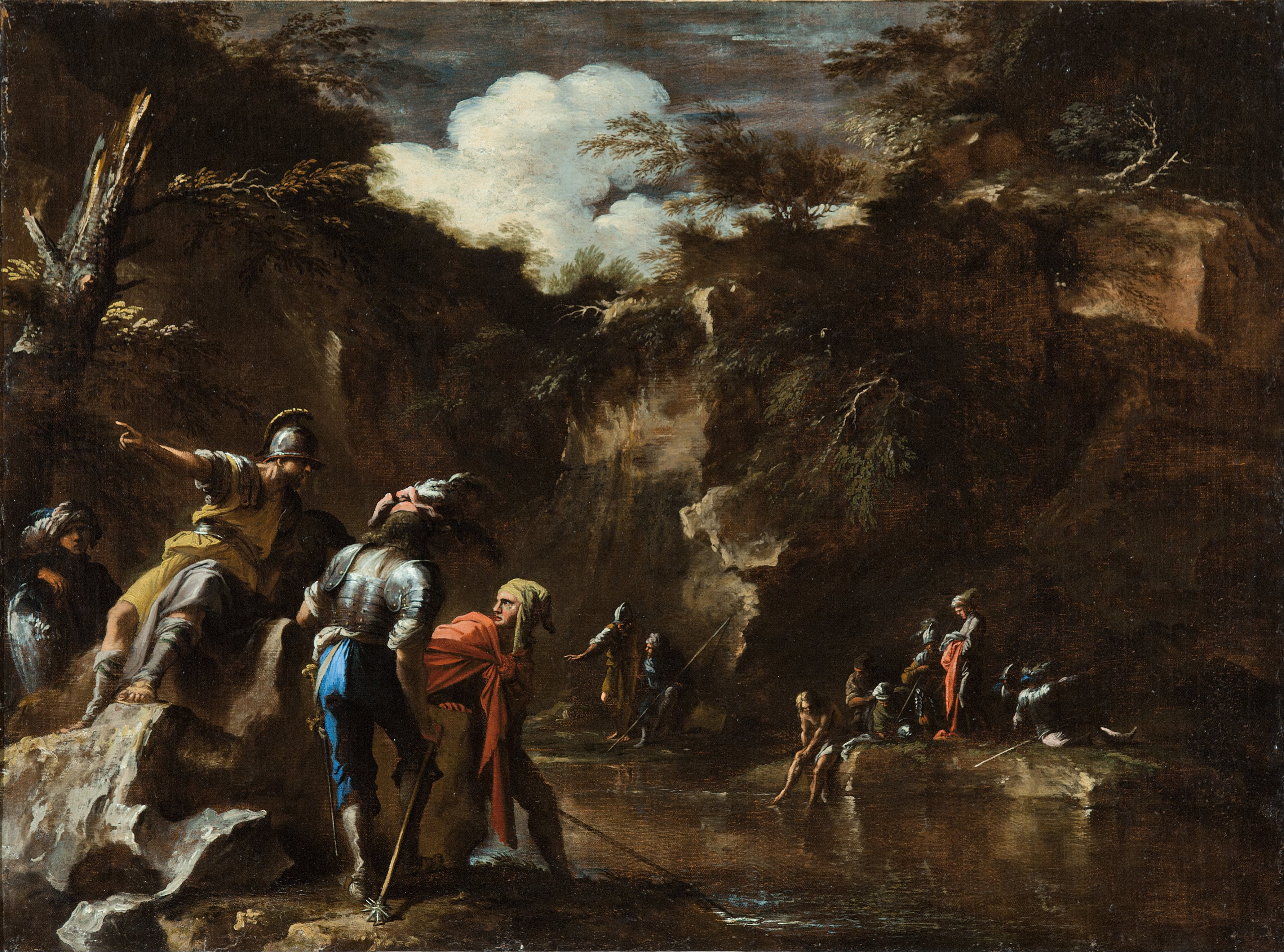
Armée lydienne, 1663-1664 Musée d'Adélaïde, Australie
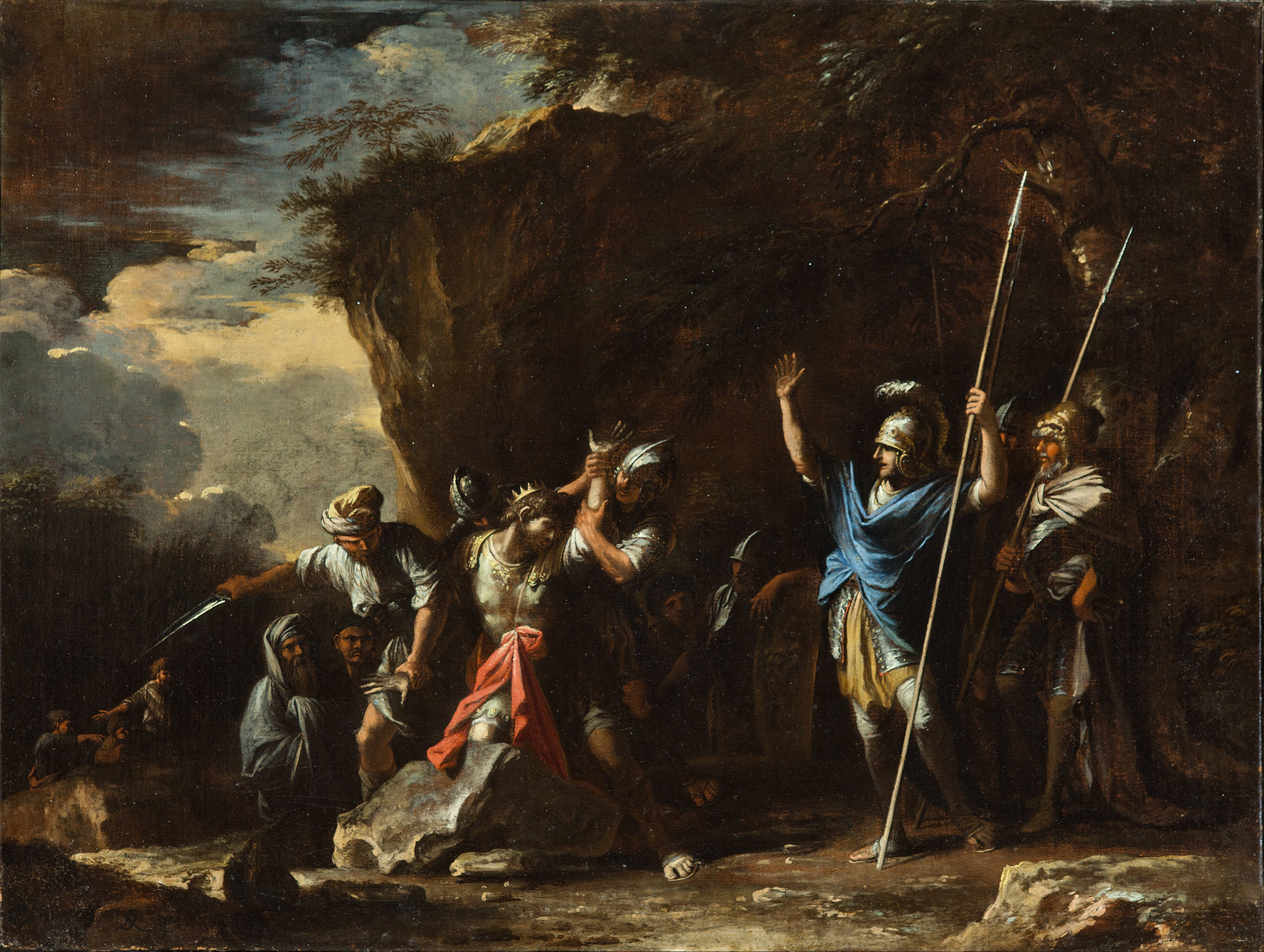
Le fils de Crésus et les Perses, 1663-1664 Musée d'Adélaïde, Australie
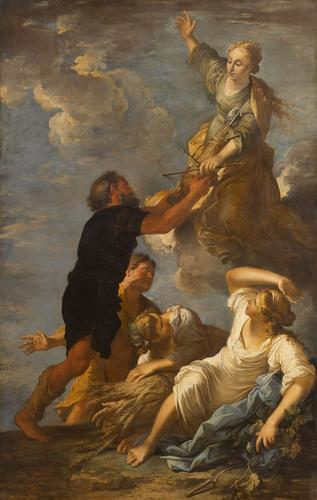
Astrée quitte la terre, 1665 Vienne
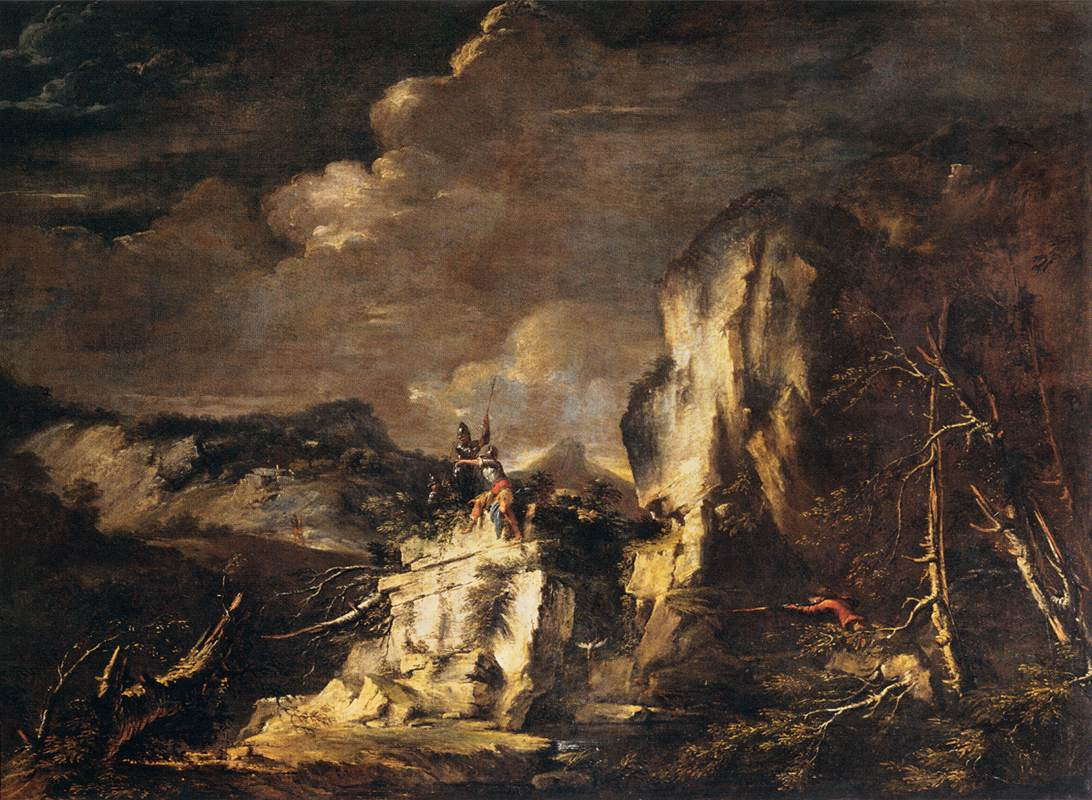
Paysage avec chasseur, v. 1670 Musée du Louvre
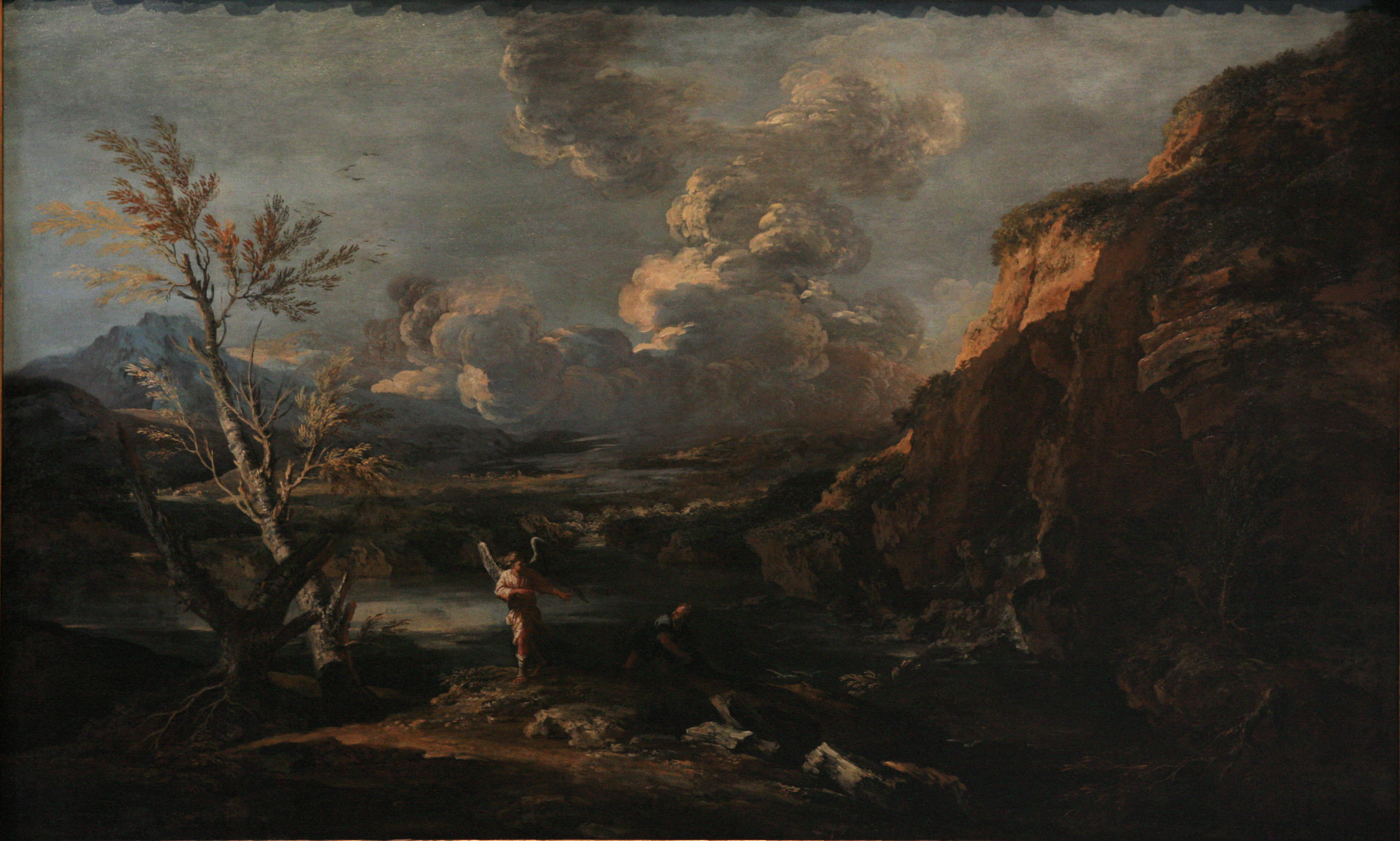
Tobie et l'ange, v. 1670 Beaux-arts de Strasbourg
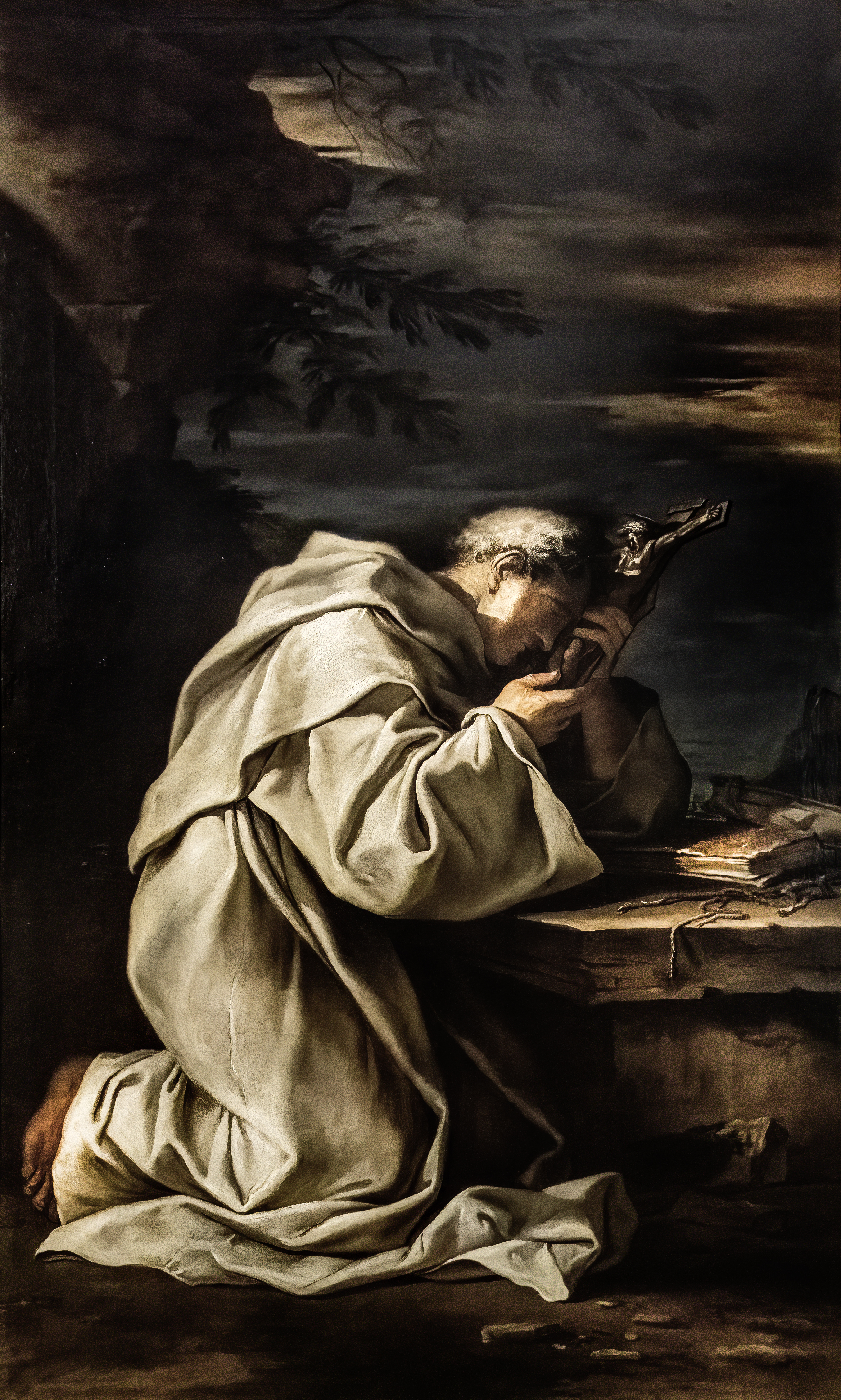
Bruno le Chartreux ca 1670 - Museo civico di Santa Caterina à Trévise.

Non datés
- Bataille, Musée de Naples
- L’Étrange Soldat et Sorcière, Musée du Capitole, Rome
- Le Précipice, les Bergers dans des ruines, Les Conjurés, Prométhée, Galerie nationale d'art ancien, Palais Corsini, Rome
- Saint François en extase huile sur toile, 26 × 19 cm, Phillips Collection, Washington[20]
- Discussion entre philosophes à l'académie de Platon, palais ducal d'Urbino - Galleria Nazionale delle Marche
- Portrait de philosophe, huile sur toile, 119 × 93 cm, collection particulière[21]
- Marine au coucher de soleil, huile sur toile, 233 × 399 cm, galerie Palatine, palais Pitti[12]
- Carnet de voyage, musée Horne, Florence
- Esquisses au bistre rehaussées de blanc, palais Pitti, Florence
- Marine avec un château, à Florence
- Paysage avec saint Jérôme, musée du Louvre, Paris
- Un ermite dans un paysage rocheux, huile sur toile, 151x122cm, musée Jeanne d'Aboville, La Fère
- Paysage d'Italie, huile sur toile, 27,5 x 40 cm, Musée de la civilisation, collection du Séminaire de Québec, Québec[15]
- Paysage italien, huile sur toile, 71,8 x 85,5 cm, Musée de la civilisation, collection du Séminaire de Québec, Québec
- Scène de carnaval, huile sur toile, 49,1 x 38,8 cm, Musée de la civilisation, collection du Séminaire de Québec, Québec
- Paysage d'Italie, huile sur toile marouflée sur bois, 82,1 x 106,5 cm, Musée de la civilisation, collection du Séminaire de Québec, Québec
- Charge de cavalerie, huile sur toile, esquisse, 17 x 27 cm, musée des Beaux-Arts d’Orléans (disparu durant la Seconde Guerre mondiale)[22].

## Hommages

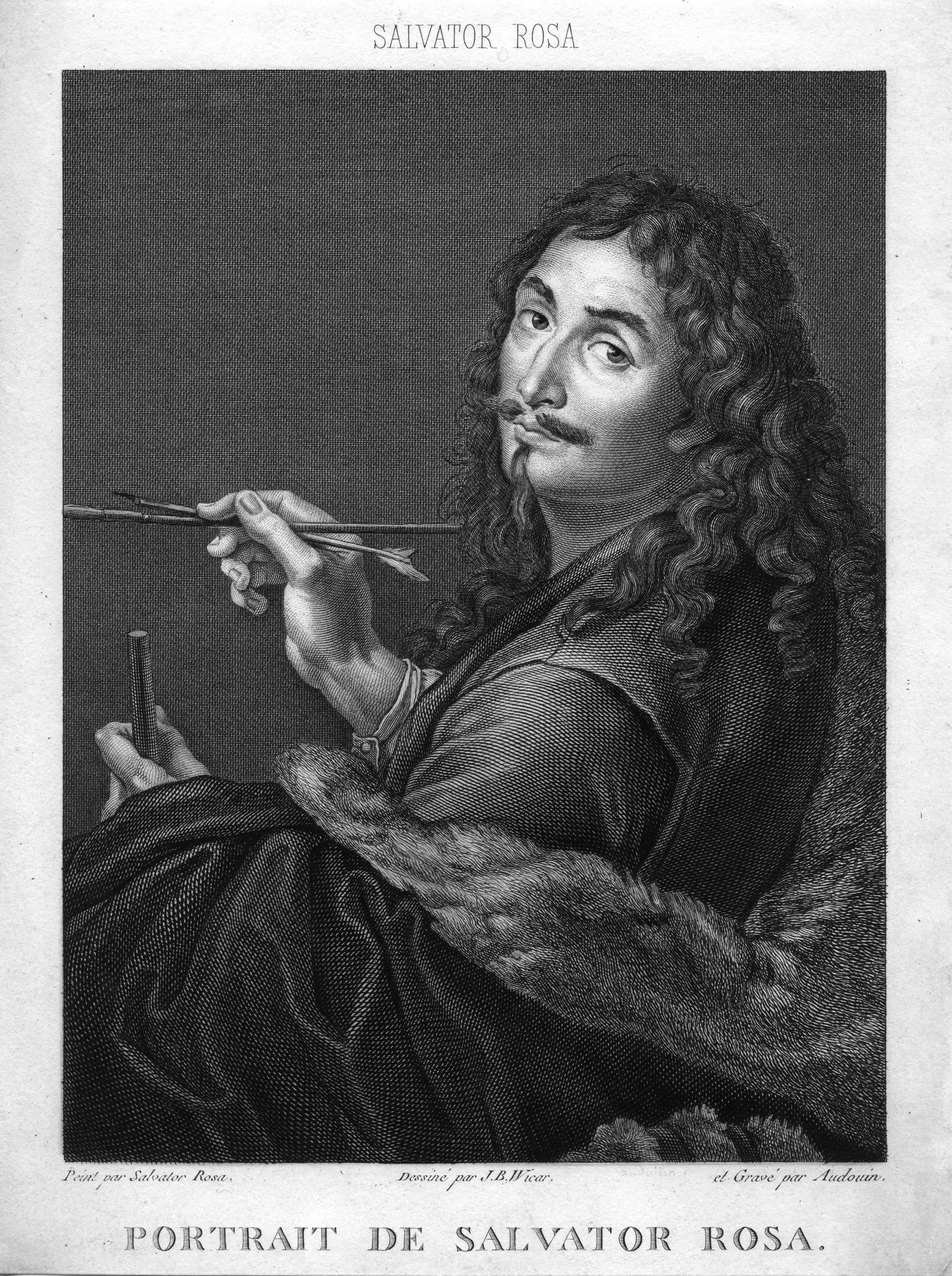
Par Audouin et Wicar, d'après un autoportrait.

- Depuis la fin des années 1990, la salle du Louvre n° 717 au 1er étage de l'aile Denon[23], consacrée aux peintures italiennes des XVIIe et XVIIIe siècles, porte le nom de Salvator Rosa, par la volonté des conservateurs du musée.
- Poète, musicien, acteur comique et chanteur, il a créé Michelemmá (en français Michelle, en anglais Michelle ma belle), devenue la référence des chansons napolitaines et des chansons d'amour napolitaines - maintenant parmi les plus romantiques du monde[24].
- Une des stations du métro de Naples, devenue expression artistique contemporaine Metro dell'Arte : métro de l'art de la ville, porte le nom de la rue Salvator Rosa, où elle se trouve.
- Dans Le Corricolo de 1843 Éternel guide culturel touristique de Naples d'Alexandre Dumas, Salvator Rosa devient l'artiste-héros légendaire de la ville parthénopéenne. (Le Corricolo- Chapitre XXX - L'église del Carmine.)
- La troisième pièce de la deuxième des Années de pèlerinage de Franz Liszt est titrée Canzonetta del Salvator Rosa.
- E.T.A. Hoffmann a consacré une nouvelle à Salvator Rosa et Léon Dierx un des poèmes de son recueil Poèmes et poésies (1861)[25].
- Salvator Rosa, opéra en quatre actes de Antonio Carlos Gomes, sur un livret d'Antonio Ghislanzoni d'après le roman Masaniello de Eugène de Mirecourt. Première le 21 mars 1874, Théâtre Carlo-Felice, Gênes.
- Alessandro Blasett a réalisé le film Un'avventura di Salvator Rosa en 1939.
- Dans sa nouvelle La couleur tombée du ciel, Lovecraft évoque un paysage de Salvator Rosa.

### Bibliographie

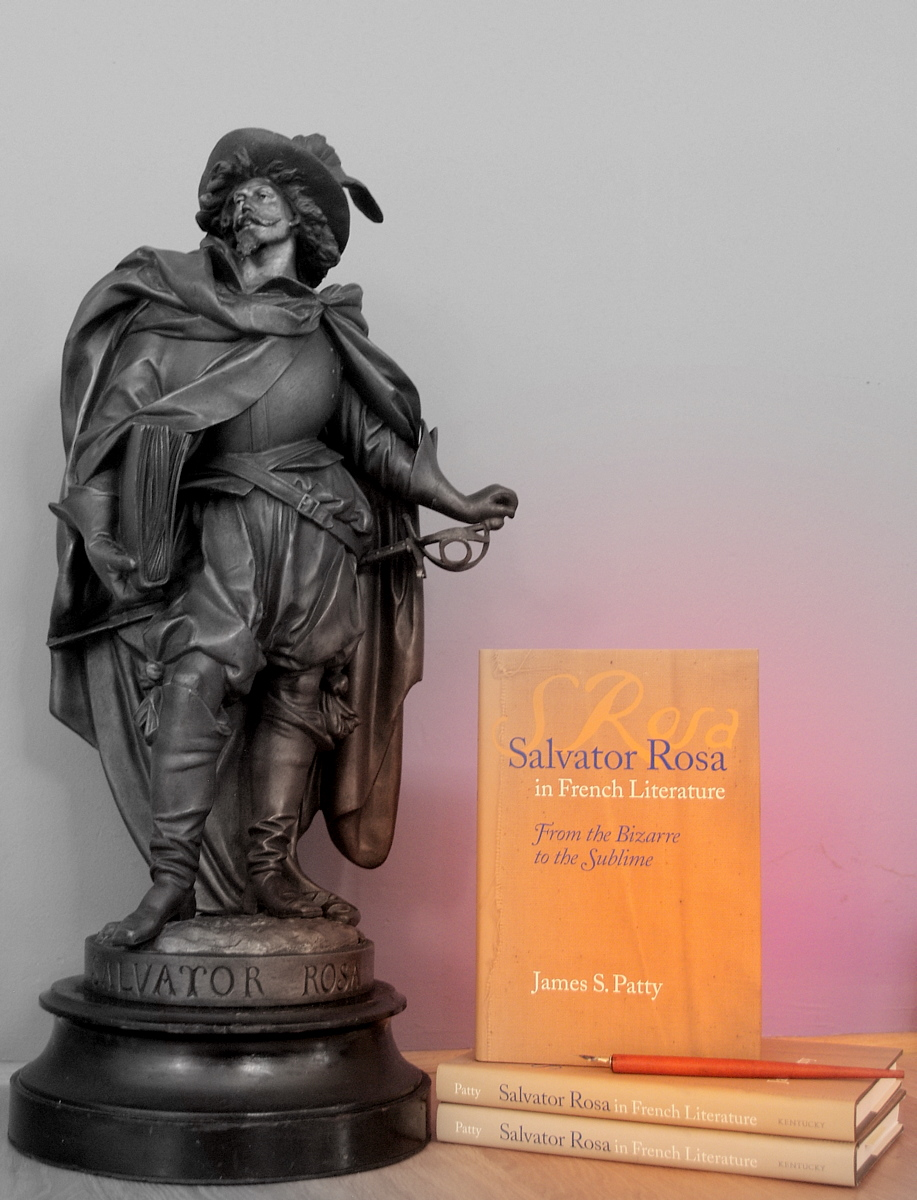
Statue de Salvator Rosa par Carrier-Belleuse (1860) et livre de James S. Patty (2004).